# Liste der Kulturdenkmale in Markgröningen

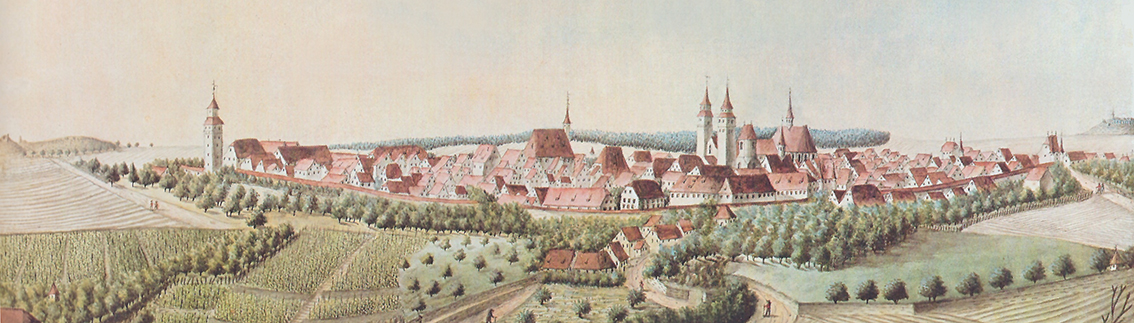
Markgröningen um 1800

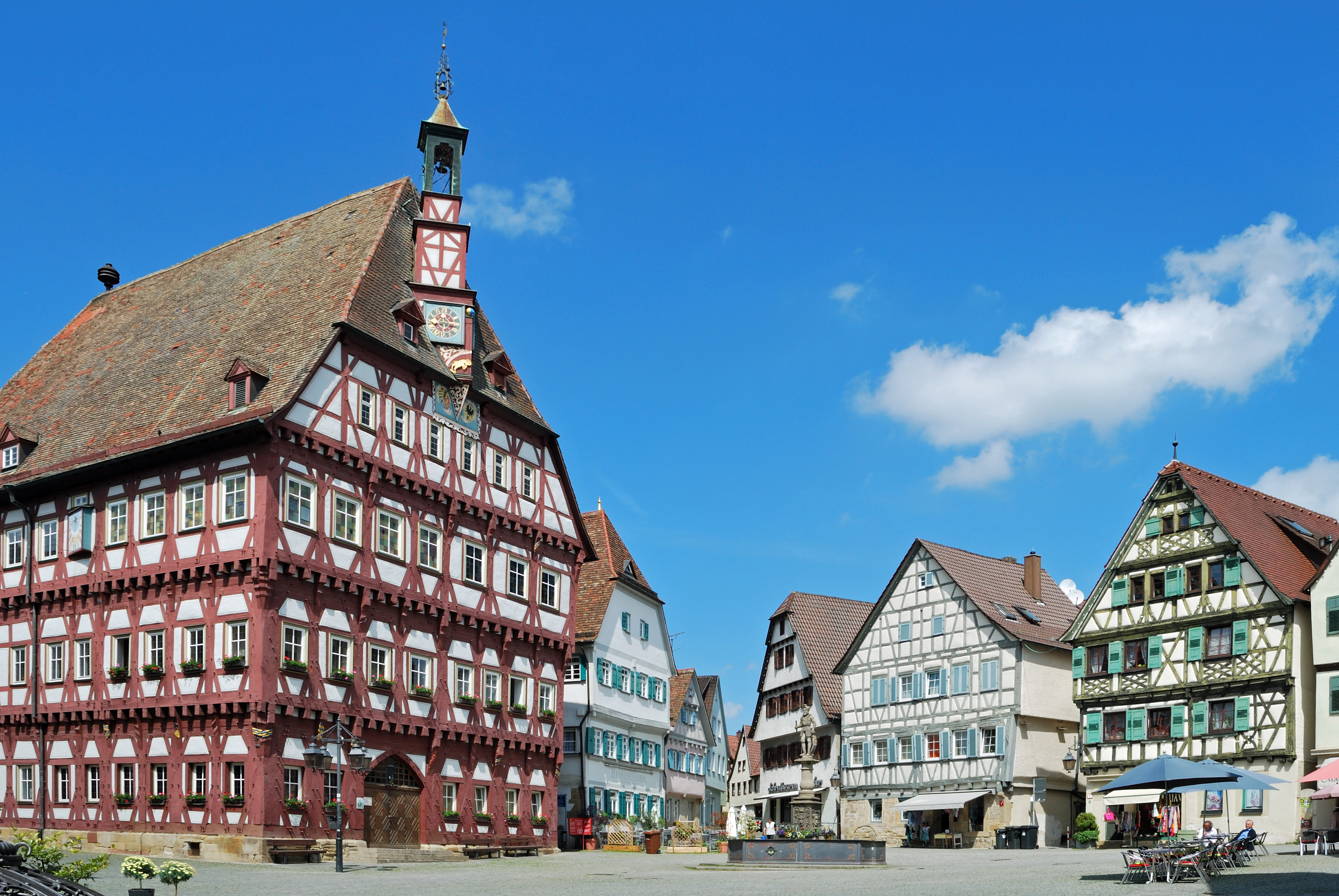
Markgröningen, Marktplatz mit Rathaus

In der Liste der Kulturdenkmale in Markgröningen sind die als unbewegliche Bau- und Kunstdenkmale verzeichneten Kulturdenkmale der baden-württembergischen Stadt Markgröningen dargestellt.

## Kulturdenkmale nach Ortsteilen

### Markgröningen

#### Gesamtanlage Altstadt
| Bild           | Bezeichnung                         | Lage | Datierung | Beschreibung | ID |
| -------------- | ----------------------------------- | --- | --------- | --- | -- |
| Weitere Bilder | Gesamtanlage Altstadt Markgröningen | Altstadt von Markgröningen; innerhalb von Helenenstraße, Graf-Hartmann-Straße, Grabenstraße, Schillerstraße und Schlossgarten |           | Gesamtanlage gemäß Altstadtsatzung vom 19. Juni 1984: „Der Gesamtanlagenschutz dient der Erhaltung des historischen Orts-, Platz- und Straßenbildes. An der Erhaltung der Gesamtanlage besteht aus wissenschaftlichen, künstlerischen und heimatgeschichtlichen Gründen ein besonders öffentliches Interesse.“ Der geschützte Bereich umfasst eine Fläche von rund 14,5 Hektar. Im April 2009 wurde der Stadt ein Denkmalpflegerischer Werteplan zur Gesamtanlage übergeben. Beschreibung der Gesamtanlage: Die Gesamtanlage Markgröningen besteht aus dem Gebiet der 1226 erstmals als Stadt Grüningen bezeichneten Siedlung. Hierzu gehört auch der 779 erstmals erwähnte dörfliche Siedlungskern, der sich im Bereich der späteren Wettegasse befunden hat. Von hier ausgehend hatte sich die Stadt nach Westen ausgedehnt, mit der ehemaligen Reichsburg am Nordwesteck, mit dem Heilig-Geist-Spital im Südwesten und mit einem großzügigen Marktplatz am Rand der alten Siedlung. Als ehemalige Reichsstadt seit 1336 in württembergischen Besitz erlebte die Stadt bis zum 16. Jahrhundert eine Blütezeit, die sich in den überlieferten Bauten eindrucksvoll niederschlägt. Erst der Dreißigjährige Krieg und im 18. Jahrhundert das Erstarken Ludwigsburgs führten zu einem weitgehenden Bedeutungsverlust. In der im 15. Jahrhundert reichsten Stadt Württembergs haben sich neben der Stadtkirche, dem ehemaligen Schloss, dem Spital und dem Rathaus viele bürgerliche und ackerbürgerliche Anwesen insbesondere des späten Mittelalters und der Renaissance erhalten, die das Stadtbild entlang der Hauptachsen bestimmen. Aufgrund dieser Bedeutung ist Markgröningen eine Gesamtanlage gemäß § 19 DSchG, an deren Erhaltung ein besonderes öffentliches Interesse besteht. Geschützt nach § 19 DSchG |    |

#### Sachgesamtheit Stadtbefestigung
| Bild           | Bezeichnung | Lage | Datierung       | Beschreibung | ID |
| -------------- | --- | --- | --------------- | --- | -- |
| Weitere Bilder | Sachgesamtheit Stadtbefestigung | An der Mauer 4, 6 Badgasse 12, 12/1, 12/2 Betzgasse 2 Esslinger Gasse 12, 12/1 Im Zwinger 6, 8 Küfergässle 6 Lohrmannsgässle 8, 10 Mühlgasse 7/1 Oberes Tor 1 Schillerstraße Schlossgasse 8/1 Wächtergasse 1, 5, 11, 13 Wimpelingasse 2–6 | 13. Jahrhundert | Die Sachgesamtheit Stadtbefestigung bestehend aus der mittelalterlichen Stadtmauer mit Schießscharten, Stadtmauerresten, Stadtturmresten und Stadttor Oberes Tor sowie dem ehemaligen Grabenbereich. Reste der Stadtbefestigung mit sämtlichen sichtbaren, integrierten und im Boden befindlichen Mauern (§ 2) und Oberem Tor (§ 28): Nach dem Ausbau des Dorfes zur Stadt im 13. Jahrhundert angelegt, bis zur Mitte des 16. Jahrhunderts mit vier Stadttoren und Zwingermauer ausgebaut, zwischen 1833 und 1845 bis auf die bestehenden Reste abgebrochen, den Stadtgraben eingeebnet und sukzessive großteils überbaut; erhalten sind der Obere Torturm als Hochwachtturm (siehe Oberes Tor 1), ein Fragment des Esslinger Tores an der Südostecke des Hauses Esslinger Straße 12 sowie einige Mauerteile und Grabenbereiche, insbesondere westlich der Wimpelingasse und Badgasse, südlich der Küfergasse und An der Mauer. Die Reste der im Kern noch auf die reichsstädtische Zeit zurückgehenden Stadtbefestigung haben dokumentarischen Wert für den Ausbau des Dorfes zur staufischen Stadt im hohen Mittelalter sowie für die gleichzeitig erfolgte Entwicklung der verteidigungstechnischen Anlagen. Geschützt nach § 2/28 DSchG |    |
|                | Wohnhäuser (Erhaltenswerte Gebäude mit Teilen der Stadtbefestigung)                                                                      | An der Mauer 4–6 (Karte) |                 | Nr. 4: Zweigeschossiges verputztes Fachwerkhaus, Sockel massiv, überdachte Außentreppe zum Obergeschoss, Satteldach mit Schleppgaube, 18. Jahrhundert, 2003 neuer Außenanstrich. In der rückwärtigen Giebelmauer dürften - analog zum Anwesen An der Mauer 6 – noch Reste der Stadtmauer stecken. Nr. 6: Zweigeschossiges verputztes Fachwerkhaus, Sockel und Erdgeschoss massiv, Vorsprung zum Fachwerk im Obergeschoss, Satteldach, 18. Jahrhundert, 2003 neuer Außenanstrich; Kulturdenkmal gem. § 2/28 DSchG sind die in der östlichen Giebelmauer integrierten Reste der Stadtmauer, 13. Jahrhundert. Geschützt nach § 2/28 DSchG |    |
|                | Scheune, Wohnhaus (Erhaltenswertes Gebäude mit Teil der Stadtbefestigung)                                                                | Badgasse 12/1 |                 | Ehemalige Scheune, Unterbau und nördliche Giebelwand (Brandwand) massiv aus Bruchsteinen mit Eckquaderung, rechteckige Toreinfahrt, Fachwerk ohne Vorstöße, vorkragende Traufe, Satteldach mit Schleppgauben, Mitte 19. Jahrhundert, 1988 Um- und Ausbau zu einem Wohnhaus; Kulturdenkmal gem. § 2/28 DSchG sind die in der westlichen Traufmauer integrierten Reste der Stadtmauer, 13. Jahrhundert. Geschützt nach § 2/28 DSchG |    |
|                | Ehemalige Zehntscheune des Heiliggeistspital, Spitalschule, Wohnhaus (mit Teil der Stadtbefestigung)                                     | Betzgasse 2 |                 | Dreigeschossiges verputztes Fachwerkhaus mit dreigeschossigem Anbau auf der Südseite, Erdgeschoss massiv aus Werkstein mit Eckquaderung, teilvermauerte rundbogige Einfahrt und rundbogiges Portal, Steingesims zum Obergeschoss, Fassade ansonsten ebenso wie beim Anbau ohne Vorsprünge, Satteldach, Erdgeschoss und Keller nach Bezeichnung von 1526, 1884 Umbau der wohl im Barock entstandenen Obergeschosse zu Schulzwecken mit Anbau eines Treppenhauses, 1953 Umbau zu Wohnungen, 1989 Außensanierung; Kulturdenkmal gem. § 2/28 DSchG sind die im Hofraum integrierten Reste der Stadtmauer, 13. Jahrhundert. Geschützt nach § 2/28 DSchG |    |
|                | Scheune an der Stadtmauer [Erhaltenswertes Gebäude und Teil der Stadtbefestigung]                                                        | Esslinger Gasse 12/1 |                 | Verputzte Scheune, Unterbau wohl massiv, rechteckige Toreinfahrt, erreichbar über den Hof zwischen Esslinger Gasse 10 und 12, Satteldach, 18./19. Jahrhundert; Kulturdenkmal gem. § 2/28 DSchG sind die in der südlichen Traufmauer integrierten Reste der Stadtmauer, 13. Jahrhundert. Geschützt nach § 2/28 DSchG |    |
|                | Doppelwohnhaus mit Stadtmauerrest | Im Zwinger 6, 8 |                 | Zweigeschossiges verputztes Fachwerkhaus in Ecklage, Erdgeschoss massiv aus unverputzten Hausteinen, am Nordwesteck im Sockel vermauerter Stein mit Doppelkreuz des Spitals, Fachwerk mit Vorstößen auf der südlichen Giebelseite, Satteldach mit breiter Schleppgaube, 1. Hälfte 18. Jahrhundert, 1920 und 1982 Umbauten, 2001 Außenrenovierung; Kulturdenkmal gem. § 2/28 DSchG sind die in der nördlichen Giebelwand integrierten Reste der Stadtmauer, 13. Jahrhundert. Geschützt nach § 2/28 DSchG |    |
|                | Teil der Stadtbefestigung | Lohrmannsgässle 8 |                 | Stadtmauerreste Geschützt nach § 2 DSchG |    |
|                | Teil der Stadtbefestigung | Mühlgasse 7/1 |                 | Stadtmauerreste Geschützt nach § 2 DSchG |    |
|                | Oberes Tor (Teil der Stadtbefestigung)                                                                                                   | Oberes Tor 1 |                 | Torturm mit rechteckigem Grundriss, ein Schalenturm aus Bruch- und Quadersteinen mit Eckquaderung und auf der Innenseite mit Fachwerkeinsatz. Die tonnengewölbte Durchfahrt hat Rundbögen nach außen und innen, darüber eine tonnengewölbte Pulverkammer mit massiven Wänden aus behauenen Steinen. Auf der Balustrade steht ein verjüngter Fachwerk-Aufbau mit polygonaler Bedachung des abschließenden Glockentürchens. Das Obere Tor wurde nach dem Umbau der Burg zum Schloss 1555 von der Bürgerschaft als Ersatz für einen mutmaßlichen Bergfried und die ehemalige Durchfahrt durch die Burg neben dem neuen Schloss Herzog Christophs erbaut. Das Fachwerk auf der Innenseite stammt von 1561. 1750 wurden zwei Gefängniskammern eingebaut. Der derzeitige Turmaufsatz stammt von 1882. Von 1945 bis 1999 wurde der Turm zu Wohnzwecken genutzt. 1969 und 1987/88 fanden Außensanierungen statt. Von 2000 bis 2007 wurde der Torturm durch den Bürgerverein Markgröningen saniert, der Öffentlichkeit zugänglich und für kulturelle Veranstaltungen wie Ausstellungen nutzbar gemacht. Der einzige erhaltene Torturm der ursprünglich vier Stadttore umfassenden Stadtbefestigung hat hohen dokumentarischen Wert für die Entwicklung der Stadtbefestigung im Mittelalter und der frühen Neuzeit sowie gleichzeitig als zweiter Hochwachtturm neben dem der Kirche. Er ist eine entscheidende vertikale Dominante im Stadtbild. Geschützt nach § 2 DSchG |    |
|                | Teil der Stadtbefestigung | Schillerstraße |                 | Teile der Stadtbefestigung Geschützt nach § 2 DSchG |    |
|                | Wohnhaus mit Scheune (diese mit einem Teil der Stadtbefestigung)                                                                         | Schlossgasse 8/1 | 1347            | Dazugehörig rückwärtige Scheune, Sichtfachwerk, zentrales rechteckiges Einfahrtstor, rückwärtig bis auf Giebelspitze massiv, Satteldach mit Krüppelwalm nach Süden zum Hof, ausgehendes 17. Jahrhundert, 1997/98 Fassadensanierung; Kulturdenkmal gem. § 2/28 DSchG sind die in der nördlichen Giebelwand der Scheune integrierten Reste der Stadtmauer, 13. Jahrhundert. Geschützt nach § 2 DSchG |    |
|                | In Haus Nr. 1, 5, 11 und 13 (Teile der Stadtbefestigung)                                                                                 | Wächtergasse 1, 5, 11, 13 |                 | Früher Teil der Stelzengasse, seit ca. 1900 mit eigenem Namen versehen; geradliniger, ehemals stadtmauerparalleler Verlauf, Verbindung zwischen östlicher Ostergasse und Stelzengasse; im südlichen Teil könnten die radial gestellten Grundstücke Hinweis auf eine ältere Siedlungsstruktur sein, die überwiegend traufständige Bebauung ist jedoch in der gesamten Gasse durchweg jünger bzw. neu; Hinweis auf den stadtmauerparallelen Verlauf noch in kurzen (teils erneuerten) Stadtmauerstücken in Haus Nr. 1, 5, 11 und 13 erhalten. Nur noch eingeschränkt überlieferte Mauergasse mit Resten charakteristischer ackerbürgerlicher Bebauung sowie der Stadtbefestigung. Geschützt nach § 28 DSchG |    |
|                | Wimpelinhof Nr. 2, mit Kellern, Kellerhälsen, Ummauerung und Törchen von Nr. 4 Hofanlage (Nr. 2, § 28) - mit Teilen der Stadtbefestigung | Wimpelingasse 2–6 | 1599            | Wimpelingasse 2, 4 dreigeschossiges Fachwerkhaus in Ecklage, Erdgeschoss massiv verputzt mit aufwändig gestaltetem Hausportal, Zierfachwerk mit zweigeschossigem Eckerker auf Steinkonsole, Satteldach mit Schleppgauben, 1599 erbaut, Portal und Steinfriese älter; Fachwerkscheune mit Rundbogentoren, Satteldach, 1630 bezeichnet; überbaute Hofeinfahrt (1671); 2000/05 umfassende Sanierung; Reste des Gehöftes Nr. 4 (§ 2): Hofmauer mit Einfahrt und Törchen (§ 28), mit Wappenschildern, 1602 bezeichnet, Gewölbekeller des Wohnhauses (um 1600) und Gewölbekeller der Scheune (um 1700) jeweils mit Kellerhals und Kellertor; Kulturdenkmal gem. § 2/28 DSchG sind die im Hofraum integrierten Reste der Stadtmauer, 13. Jahrhundert. Geschützt nach § 2 DSchG |    |

#### Einzelne Kulturdenkmale und Sachgesamtheiten
| Bild           | Bezeichnung                                                                                                 | Lage                                                            | Datierung                                  | Beschreibung | ID                                |
| -------------- | --- | --------------------------------------------------------------- | ------------------------------------------ | --- | --------------------------------- |
| Weitere Bilder | Ehemalige Landarmenanstalt bzw. Landesfürsorgeanstalt                                                       | Asperger Straße 51, 51/1, 51/2, 51/9 (Karte)                    | 1897                                       | Altbauten der ehemaligen Landarmenanstalt auf der Hurst Geschützt nach § 2 DSchG |                                   |
| Weitere Bilder | Backhaus | Backhausgasse 6 (Karte)                                         | um 1830                                    | Massivbau aus Quadersteinen, rundbogiger Eingang mit zwei seitlichen Fenstern im Stil eines palladianischen Portalmotives, Bohlentür mit Türzieher und Oberlicht, Rauchloch über der Tür, Satteldach, 1836 erbaut, später zu einer Werkstatt umfunktioniert, 1995/97 Gebäudesanierung und Wiederinbetriebnahme als Backofen. Aufgrund einer württembergischen Verordnung von 1808 sollten aus Brandschutzgründen anstelle der privaten Backöfen öffentliche Backhäuser errichtet werden. Das um 1830 erbaute Backhaus wurde vom Backhausverein mit zwei neuen Öfen wieder in Betrieb genommen. Geschützt nach § 2 DSchG |                                   |
| Weitere Bilder | Hauszeichen                                                                                                 | Backhausgasse 9                                                 | 1571                                       | Rechteckige Sandsteinplatte, eingemauert über der Tür des Anwesens Backhausgasse 9, mit Bezeichnung, Initialen und zwei sich gegenüberstehenden stilisierten Hörnern, nach Bezeichnung 1571 als Hauszeichen gefertigt. Das Hauszeichen stammt vom 1996/97 abgebrochenen Vorgängerbau und wurde im Ersatzbau neu eingemauert. Ähnliche Symbole sind bei den Anwesen Finstere Gasse 8 und Kirchgasse 20 zu finden. Geschützt nach § 2 DSchG |                                   |
| Weitere Bilder | Wohnhaus und Scheune (Sachgesamtheit)                                                                       | Badgasse 5 (Karte)                                              | 1674/75                                    | Gehöft, bestehend aus: Zweigeschossiges verputztes Fachwerkhaus in Eck- und Hanglage, Erdgeschoss bis auf südliche Giebelseite massiv, nach Süden unverputzt aus Bruchsteinmauerwerk mit Rundbogen-Kellertor, Vorstöße zum ersten Obergeschoss und zum Giebel, Satteldach mit Schleppgauben, 1674/75 als Scheune erbaut, 1761 Umbau des Obergeschosses zu Wohnzwecken, am Hauseingang 1838 bezeichnet, 1998/99 umfassend saniert; dazugehörige Fachwerkscheune, Unterbau massiv aus unverputzten Quader- und Bruchsteinen, konstruktives Fachwerk ohne Vorstöße, Satteldach, 1802 bezeichnet, 1999 Sanierung und dafür einen Bauherren- und Architektenpreis 1999 bekommen. Die Hofanlage mit dem gestelzten Wohnhaus zählt zu den am besten überlieferten Beispielen frühneuzeitlicher Ackerbürgeranwesen innerhalb der Altstadt von Markgröningen. Sie hat dokumentarischen Wert für das einst von ackerbürgerlichen und weinbäuerlichen Anwesen geprägten Stadtareal zwischen der Finsteren Gasse im Norden und dem Spital im Süden, einem Bereich, der zum mittelalterlichen Stadterweiterungsgebiet gehört Geschützt nach §§ 2 (Sachgesamtheit) DSchG |                                   |
| Weitere Bilder | Wohnhaus | Badgasse 6 (Karte)                                              | 2. Hälfte 16. Jahrhundert                  | Zweigeschossiges Fachwerkhaus in freistehender Lage, Erdgeschoss massiv, zur Straße unverputztes Bruchsteinmauerwerk mit profiliertem Rundbogenportal, nördliche Traufseite nachträglich massiv ersetzt, heute verputzt, Fachwerk mit kräftigen Vorstößen, Satteldach mit Stehgauben, im Kern zwischen 1550 und 1600 entstanden, Fachwerk um die Mitte des 17. Jahrhunderts, 1986/92 umfassende Sanierung. Geschützt nach § 2 DSchG |                                   |
|                | Teil der Stadtbefestigung                                                                                   | Badgasse 12, 12/1, 12/2                                         |                                            | (siehe: Sachgesamtheit Stadtbefestigung) |                                   |
|                | Bahnhof | Bahnhof 1, 2/0 (Karte)                                          | 1916                                       | Sachgesamtheit Bahnhof Geschützt nach § 2 DSchG |                                   |
| Weitere Bilder | Wohn- und Ökonomiegebäude                                                                                   | Bahnhofstraße 6 (Karte)                                         | um 1835                                    | Wohn- und Ökonomiegebäude, früher „das große Haus“ genannt. Geschützt nach § 2 DSchG |                                   |
| Weitere Bilder | Schießhäusle bzw. Leonhardskapelle                                                                          | Benzberg 1/1 (Karte)                                            | 15. Jhdt.                                  | Einst Schießhaus, zuvor vermutet man hier die Leonhardskapelle für die Siechen. Gotische Portale auf Nord- und Südseite in Zweitverwertung. Die Ostwand des Erdgeschosses gehörte zu einem abgegangenen Vorgängerbau. Teile des Erdgeschosses und das Obergeschoss stammen aus dem 17. Jahrhundert. Im 20. Jahrhundert wurde das Gebäude mehrfach verändert. Derzeit wird es vom Bürgerverein Markgröningen entkernt und saniert. Geschützt nach § 28 DSchG |                                   |
| Weitere Bilder | Ehemalige Zehntscheune des Heiliggeistspital, Spitalschule, Wohnhaus                                        | Betzgasse 2 (Karte)                                             |                                            | Dreigeschossiges verputztes Fachwerkhaus mit dreigeschossigem Anbau auf der Südseite, Erdgeschoß massiv aus Werkstein mit Eckquaderung, teilvermauerte rundbogige Einfahrt und rundbogiges Portal, Steingesims zum Obergeschoß, Fassade ansonsten ebenso wie beim Anbau ohne Vorsprünge, Satteldach, Erdgeschoß und Keller nach Bezeichnung von 1526, 1884 Umbau der wohl im Barock entstandenen Obergeschosse zu Schulzwecken mit Anbau eines Treppenhauses, 1953 Umbau zu Wohnungen, 1989 Außensanierung. Als Teil der Sachgesamtheit Spital (siehe Spital 1 und 1/3) hat das im Kern kurz vor der Reformation erbaute und später als Schulhaus genutzte Gebäude dokumentarischen Wert für die Geschichte der Kirche und der sozialen Fürsorge in der Stadt Markgröningen seit dem ausgehenden Mittelalter. Von Bedeutung ist ferner der teils von einer Mauer umschlossene ehemalige Ökonomiehof des Spitals an der Stadtmauer. |                                   |
|                | Teil der Stadtbefestigung                                                                                   | Betzgasse 2 (Karte)                                             |                                            | im Hofraum integrierten Reste der Stadtmauer, 13. Jahrhundert (siehe: Sachgesamtheit Stadtbefestigung) |                                   |
|                | Bruckmühle und Glemsbrücke                                                                                  | Bruckmühle 2, 3 (Karte)                                         |                                            | Sachgesamtheit aus Gebäuden der Bruckmühle und der Brücke über die Glems. Geschützt nach § 2 DSchG |                                   |
| Weitere Bilder | Wohnhaus mit Rundbogen-Hofeinfahrt                                                                          | Esslinger Gasse 3 (Karte)                                       | 1748                                       | Dreigeschossiges verputztes Fachwerkhaus in Ecklage (§ 2), Erdgeschoss massiv mit mittiger Rundbogen-Hofeinfahrt (§ 28), erstes Obergeschoss auf der Nordseite vorkragend, Fachwerk ohne Vorsprünge, Satteldach mit Schleppgauben, nach Bezeichnung am Einfahrtstor 1748 von dem Schreiner U. G. Eppinger erbaut, 1927 nach Brandschaden Erneuerungsmaßnahmen, 1991 neue Dachdeckung, 1993/95 Außensanierung und Dachausbau. Geschützt nach § 2/28 DSchG |                                   |
| Weitere Bilder | Torbogen | Esslinger Gasse 7 (Karte)                                       | 169. ?                                     | Rundbogiges Hofportal aus Werkstein, teils mit Zement- und Backsteinfüllungen ergänzt, Gesims in Beton als horizontaler Abschluss, mit Hauszeichen im rechten Abschluss der Eckquaderung, 169. bezeichnet, nach weiterer Bezeichnung 1928 renoviert (Backstein- und Betonteile), nach Abriss des dazugehörigen, spätmittelalterlichen Anwesen 1987/88 in situ erhalten. Der Torflügel waren bereits 1979 abgängig. Geschützt nach § 28 DSchG |                                   |
| Weitere Bilder | Hofanlage (Dreiseithof) - Sachgesamtheit                                                                    | Esslinger Gasse 10 (Karte)                                      | um 1500                                    | Gehöft, bestehend aus: Zweigeschossiges verputztes Fachwerkhaus, Erdgeschoss wohl massiv, auf der Giebelseite zum Obergeschoss vorkragend, Fachwerk ohne Vorstöße, Satteldach mit Schleppgauben, im Kern um 1500, in den 1950/60er Jahren äußerlich umgebaut; dazugehörig rückwärtige Fachwerkscheune, seitlich rechteckige Toreinfahrt (Tenne), über dem Tor weiß gekalktes Relief mit Engel, der das Spitalwappen von Markgröningen hält, Satteldach, 18. Jahrhundert, damals das Relief der Zeit um 1500 eingebaut, ursprünglich wohl Schlussstein eines Spitalgebäudes; dazugehörig Verbindungsbau zum Haus, Kleintierstall und Holzlege, Unterbau massiv aus Backsteinen, Oberbau Fachwerk, asymmetrisches Satteldach, 19. Jahrhundert. Geschützt nach §§ 2 (Sachgesamtheit) DSchG |                                   |
| Weitere Bilder | Teil der Stadtbefestigung                                                                                   | Esslinger Gasse 12, 12/1 (Karte)                                |                                            | Stadtmauerrest an der Südfassade (siehe: Sachgesamtheit Stadtbefestigung) |                                   |
| Weitere Bilder | Wohnhaus mit Nebengebäuden (Sachgesamtheit)                                                                 | Finstere Gasse 4, 4/2, 4/4 (Karte)                              | 1467                                       | Dreigeschossiges Fachwerkhaus (§ 28), Sockel massiv aus Quadersteinen, verblattetes Fachwerk mit starken Vorstößen, Erdgeschoss mit spitzbogigem Eingang in Fachwerk, östliche Traufseite im Erdgeschoss massiv, im Innern auf der Ostseite zweischiffige Halle mit zwei Achteckstützen, erstes Obergeschoss mit Bohlenwänden und Fenstererker, Satteldach mit Schleppgauben, 1466/67 errichtet, 1981/83 umfassende Sanierung mit Auflösung der westlichen Toreinfahrt und Rekonstruktion der Bohlenwände sowie vielfachen Erneuerungen, 1997 Ausbau mit Schleppgauben; rückwärtig dazugehörig vorkragender massiver Kellereingang sowie zwei Fachwerkscheunen, jeweils Satteldächer, Hofmauer, 18./19. Jahrhundert (§ 2). Das rekonstruierend überarbeitete spätmittelalterliche Ackerbürgerhaus mit seiner Erdgeschosshalle und dem repräsentativen Wohngeschoss darüber sowie den dazugehörigen Nebengebäuden hat dokumentarischen und exemplarischen Wert für den spätmittelalterlichen Fachwerkbau der gehobenen Schicht innerhalb der dicht mit giebelständigen Anwesen bebauten Finsteren Gasse. Geschützt nach § 2/28 DSchG |                                   |
| Weitere Bilder | Wohnhaus mit Tor                                                                                            | Finstere Gasse 7 (Karte)                                        | um 1550                                    | Dreigeschossiges Fachwerkhaus, Erdgeschoss massiv aus unverputzten Bruch- und Quadersteinen mit Rundbogen-Kellertor, spitzbogiger Eingang in Holz gefasst, verzapftes Fachwerk mit fünf Vorstößen an der Giebelseite, Satteldach mit Krüppelwalm und Schleppgauben, um 1500 errichtet, über Kellertor 1550 bezeichnet, am angrenzenden Hoftor zum Anwesen Finstere Gasse 9 1607 bezeichnet, 1939 Bauunterhalt, Umbaumaßnahmen, 1991 umfassende Außensanierung, 1992 Innensanierung, 2006 Umnutzung des Erdgeschosses zu Wohnzwecken (zuvor Gaststätte) (§28); ehemals zugehörige Scheune an der Südseite des Hofes abgebrochen. Geschützt nach § 28 DSchG |                                   |
| Weitere Bilder | Scheune | Finstere Gasse 8 (Karte)                                        | um 1600                                    | Verputzte Fachwerkscheune, hohes Untergeschoss wohl massiv mit Rundbogen-Kellertor und hoher rechteckiger Toreinfahrt, Fachwerk mit Vorstößen, Satteldach, im Kern um 1600, im 20. Jahrhundert verputzt, 1943 Wiederaufbau des rückwärtigen Teiles nach Einsturz. Geschützt nach § 2 DSchG |                                   |
| Weitere Bilder | Wohnhaus mit Scheune (Sachgesamtheit)                                                                       | Finstere Gasse 9, 11 (Karte)                                    | 1606                                       | Gehöft, bestehend aus: Dreigeschossiges Fachwerkhaus (§ 28), Erdgeschoss massiv aus unverputzten Bruchstein mit Werksteinverbänden, rundbogiger, profilierter Eingang, Segmentbogen-Kellertor, teils rundbogige Fenster (ehemals wohl Ladenöffnungen), verzapftes Fachwerk mit auf drei Seiten umlaufenden Vorstößen, Fensterbänder bzw. Fenstererker an der Ecke im ersten und zweiten Obergeschoss, Satteldach mit Schleppgauben, über dem Kellereingang 1606 bezeichnet, 1982/85 umfassende Sanierung, 2005 Fassadeninstandsetzung; dazugehörig die durch eine Mauer an das Haus angebundene Fachwerkscheune (§ 2), Sockel massiv aus Quadersteinen, rechteckige Toreinfahrt, Satteldach, um 1830 erbaut. Deckenbemalung der Bohlenstube im zweiten Obergeschoss aus der Zeit kurz nach 1600. Das Bürgerhaus hat dokumentarischen Wert für den frühneuzeitlichen Fachwerkbau der gehobenen Bürgerschicht innerhalb der dicht mit giebelständigen hochwertigen Anwesen bebauten Finsteren Gasse. Die Scheune vervollständigt das Objekt und zeugt vom ackerbürgerlichen Charakter des Stadtquartiers. Geschützt nach § 28 DSchG |                                   |
| Weitere Bilder | Fachwerkscheune                                                                                             | Finstere Gasse 11 (Karte)                                       |                                            | Sachgesamtheit mit Finstere Gasse 9 (s. dort) Geschützt nach § 2 DSchG | Finstere Gasse 11 (Markgröningen) |
| Weitere Bilder | Zum Wohnhaus umgebaute Scheune                                                                              | Finstere Gasse 10 (Karte)                                       | 16. Jahrhundert, 2012 (Umbau)              | Fachwerkscheune, hohes Untergeschoss massiv mit Eckquaderung, rechteckige Toreinfahrt mit Angelsteinen, Fachwerk mit Vorstößen, Satteldach, wohl noch 16. Jahrhundert; dazugehörig ein an der Giebelseite vorgesetztes zweigeschossiges Nebengebäude, rechteckige Toreinfahrt, Fachwerk verputzt, steiles Satteldach, wohl 18. Jahrhundert, im 19. Jahrhundert als „Heuschopf“ bezeichnet. Geschützt nach § 2 DSchG |                                   |
| Weitere Bilder | Wohnhaus | Finstere Gasse 14 (Karte)                                       | 1543                                       | Zweigeschossiges verputztes Fachwerkhaus, Erdgeschoss massiv mit rundbogiger Hauspforte, zweiter Eingang an der östlichen Giebelseite mit Oberlicht, Fachwerk mit Vorstößen im Giebel, Satteldach, im Kern nach Bezeichnung am Kellerfenster von 1543, östliche Wand unter dem Giebel 1949 erneuert; zugehörige Scheune 1987 abgebrochen. Der Knick im First deutet auf mehrere Bauphasen, vielleicht auch auf eine nachträgliche Drehung des Anwesens. Geschützt nach § 2 DSchG |                                   |
| Weitere Bilder | Gewölbekeller und Umfassungsmauern des Erdgeschosses                                                        | Finstere Gasse 17 (Karte)                                       | 16. Jahrhundert                            | Gewölbekeller mit Rundbogen-Kellertor im Erdgeschoss, das über die westliche Traufseite teilweise hinausragt, Erdgeschossmauern massiv aus unverputzten Quadersteinen mit rundbogiger sowie profilierter Hauspforte, 16. Jahrhundert. Das Anwesen wurde 2002 teilweise abgebrochen und neu errichtet. Geschützt nach §§ 2 (Bauteile) DSchG |                                   |
| Weitere Bilder | Wohnhaus und Scheune (Sachgesamtheit)                                                                       | Finstere Gasse 19, 19a (Karte)                                  | 1599                                       | Gehöft, bestehend aus: Dreigeschossiges verputztes Fachwerkhaus, seitliche Traufwände und Erdgeschoss auf den Giebelseiten massiv mit Eckquaderung, an den Giebelseiten jeweils rundbogige Hauspforten, zur Finsteren Gasse Rundbogen-Kellertor, Fachwerk mit Vorstößen zum ersten und zweiten Obergeschoss, Satteldach, nach Bezeichnung am Kellerportal 1599 erbaut; dazugehörig eine rückwärtige Fachwerkscheune, Untergeschoss und Seitenwände bis zur Traufe großteils massiv aus Hausteinen, rechteckige Toreinfahrt, Fachwerk ohne Vorstoß, Halbwalmdach, 1. Hälfte 19. Jahrhundert. Außer der Bezeichnung sind im Scheitel des Kellertores gegenständige Hörner angebracht, wie sie auch bei den Anwesen Backhausgasse 9 und Kirchgasse 20 zu finden sind. Wohnhaus brannte im Januar 2012 aus und musste bis aufs EG abgerissen werden. Geschützt nach §§ 2 (Sachgesamtheit) DSchG |                                   |
| Weitere Bilder | Scheune | Finstere Gasse 19a (Karte)                                      | 1599                                       | Sachgesamtheit mit Finstere Gasse 19 (s. dort) Geschützt nach §§ 2 (Sachgesamtheit) DSchG |                                   |
|                | Alter Friedhof mit Aussegnungskapelle                                                                       | Friedhofweg 1 (Karte)                                           |                                            | Alter Friedhof mit Aussegnungskapelle und Umfassungsmauer. Geschützt nach § 2 DSchG |                                   |
|                | Grenzsteine                                                                                                 | Gemarkungsgrenzen                                               |                                            | Grenzsteine der Gemarkung Geschützt nach § 2 DSchG |                                   |
|                | Ludwig-Heyd-Schule                                                                                          | Graf-Hartmann-Straße 34 (Karte)                                 |                                            | Ludwig-Heyd-Schule Geschützt nach § 2 DSchG |                                   |
| Weitere Bilder | Wohnhaus | Im Zwinger 6, 8 (Karte)                                         |                                            | Wohnhaus mit Teilen der Stadtbefestigung (siehe: Sachgesamtheit Stadtbefestigung). Geschützt nach § 2 DSchG |                                   |
| Weitere Bilder | Wohnhaus, Restaurant „Zum treuen Bartel“                                                                    | Kirchgasse 2 (Karte)                                            | 1473                                       | Dreigeschossiges Fachwerkhaus in leicht vorspringender Ecklage zum Marktplatz, Sockel und Erdgeschoss massiv aus unverputzten Quadersteinen, im Innern rekonstruierte zweischiffige Halle, doppelläufige Außentreppe zum Eingang, verblattetes Fachwerk mit langgezogenen Knaggen und Vorstößen, Reste von Fenstererkern und Bohlenwänden im ersten und zweiten Geschoss, Satteldach mit Krüppelwalm, 1472/73 erbaut, Erdgeschoss später massiv ersetzt, 1976/82 Umbau und Sanierung, 2001 Außensanierung. Das Anwesen gehörte in der ersten Hälfte des 16. Jahrhunderts einem geistlichen Verwalter, beherbergte im 19. Jahrhundert eine Bäckerei und dient seit dem 20. Jahrhundert als Gasthaus. Als eines der ältesten Häuser Markgröningens hat das Gebäude am historischen Eck zum Marktplatz sowie innerhalb der giebelständigen und hochwertigen Bebauung der Kirchgasse gegenüber der Stadtkirche dokumentarischen Wert für den spätmittelalterlichen Fachwerkbau der gehobenen Schicht. Geschützt nach § 2 DSchG |                                   |
| Weitere Bilder | Wohnhaus | Kirchgasse 6 (Karte)                                            | 1476                                       | Dreigeschossiges Fachwerkhaus, Erdgeschoss massiv mit Eckquaderung, spitzbogigem und profiliertem Hausportal mit Bezeichnung und zwei Wappenschildern sowie Segmentbogenfenstern (ehemaliger Laden), im verbreiterten Rückteil rechteckige Einfahrt, verblattetes Sichtfachwerk teils über Steinknaggen vorkragend mit Vorstößen, an den Traufseiten verputzt, Satteldach mit Krüppelwalm, an der Pforte 1476 bezeichnet, rückwärtig nachträglich nach Süden verbreitert, nach der Reformation Umwandlung der Hauskapelle im Erdgeschoss, 1963 Freilegung des Ostgiebels, 1975 Sanierung der Ostfassade, 1987/88 neue Dachdeckung, 1998 Instandsetzung der Westseite. Als eines der ältesten Bürgerhäuser Markgröningens und mutmaßliches Haus des Stadtvogtes hat das repräsentative Gebäude mit seinen zahlreichen hochwertigen Baudetails des späten Mittelalters und der frühen Neuzeit dokumentarischen Wert für den spätmittelalterlichen Fachwerkbau der gehobenen Bürgerschicht in zentraler Lage gegenüber der Stadtkirche. Geschützt nach § 28 DSchG |                                   |
|                | Gewölbekeller-Anlage                                                                                        | Kirchgasse 7, 9, 11 (Karte)                                     | Mittelalter                                | Kelleranlage aus vier tonnengewölbten untereinander verbundenen Teilkellern: kleine Tonne unter Nummer 7, größere Tonne unter Nummer 9 und 11 sowie kleinere Tonne im Anschluss daran. Teils vermauerte historische Zugänge, in mittelalterlicher Zeit anstanden, nach 1500 Änderung der Eingänge; erhaltenswert ist das Haus Nr. 11 (siehe dort). Die beiden ursprünglich als Kulturdenkmale geschützten Anwesen Nummer 7 und 9 wurden 1996 bei einem Brand stark zerstört und später neu errichtet. Vermutlich befand sich an ihrer Stelle einst das ältere Rathaus. Die Gewölbekeller unter den drei Anwesen haben als mittelalterliche Kelleranlage mit mutmaßlich besonderer Bedeutung (ehemalige Rathauskeller) dokumentarischen Wert für die frühe Stadtbaugeschichte. Geschützt nach § 2 DSchG |                                   |
| Weitere Bilder | Wohnhaus | Kirchgasse 8 (Karte)                                            | 2. Hälfte 16. Jahrhundert, nach 1800 Umbau | Dreigeschossiges verputztes Fachwerkhaus, Erdgeschoss massiv, an der nördlichen Traufseite gekoppeltes Fenster und Rundbogen-Kellertor, zur Kirchstraße klassizistische Fassadengestaltung mit Eingangsverdachung und Eckquaderung, zum ersten Obergeschoss Steinknaggen, Fachwerk rückwärtig mit Vorstoß zum zweiten Obergeschoss, Satteldach mit Schleppgauben, rückseitig mit Halbwalm, im Kern 2. Hälfte 16. Jahrhundert (Erdgeschoss sowie weitere Bauteile), Umbauphase nach 1800 mit klassizistischer Neugestaltung (u. a. Erdgeschossfassade zur Kirchgasse, Teile der Obergeschosse), 1987 Umbau und Sanierung mit Erneuerung des Dachstuhles, 2005 Erneuerung der Fenster, 2007 Sanierungen im Innern. Das durch den Abbruch von Kirchgasse 10 heute weitgehend freistehende Anwesen hat mit seinen älteren Bauteilen dokumentarischen Wert für die gehobene Bauweise der bürgerlichen Schicht in der frühen Neuzeit innerhalb der giebelständigen Bebauung der Kirchgasse. Es zeugt zudem von der baulichen Erneuerung der Fachwerkbauten in Markgröningen im frühen 19. Jahrhundert. Geschützt nach § 2 DSchG |                                   |
| Weitere Bilder | Erdgeschoss-Straßenfront und Keller                                                                         | Kirchgasse 10 (Karte)                                           | 1543                                       | Tonnengewölbter Keller in Bruchsteinmauerwerk und Straßenfront des Erdgeschosses, massiv aus Sandsteinquadern, mit rundbogigem Kellereingang, Hauseingang und Doppelfenster mit Segmentbögen, letztere ehemals Läden, darüber Steingesims mit reliefiertem Schriftband, dort 1543 bezeichnet. Das einst dazugehörige Wohnhaus wurde 1984 abgebrochen und neuerdings in der ursprünglichen Kubatur wieder aufgebaut. Geschützt nach § 2 DSchG |                                   |
| Weitere Bilder | Wohn- und Geschäftshaus                                                                                     | Kirchgasse 20 (Karte)                                           | 1477                                       | Dreigeschossiges Fachwerkhaus in Ecklage, Erdgeschoss massiv aus Hausteinen mit Portal aus Werksteinen, verblattetes Fachwerk mit kräftigen Vorstößen, Satteldach mit ehemaliger Aufzugsgaube, rückwärtig steiler Walm, 1477 (d) erbaut, nach Bezeichnung über dem Portal 1582 umgebaut und Erdgeschoss massiv ersetzt, 1977/78 umfassend saniert, dabei Türgewände neu ersetzt sowie einige Teile rekonstruiert. Als eines der ältesten Häuser Markgröningens hat das rekonstruierend überarbeitete Gebäude an der Ecke zur Vollandgasse sowie innerhalb der giebelständigen und hochwertigen Bebauung der Kirchgasse dokumentarischen Wert für den spätmittelalterlichen Fachwerkbau der gehobenen Schicht in zentraler Lage der Stadt. Geschützt nach § 28 DSchG |                                   |
| Weitere Bilder | Portal | Kirchgasse 24 (Karte)                                           | 1769                                       | Geohrtes Portalgewände in Sandstein mit Keilstein, Besitzerinschrift im Sturz, dort auch 1769 bezeichnet. Geschützt nach § 2 DSchG |                                   |
| Weitere Bilder | Evangelische Bartholomäuskirche, ehemals St. Peter und Paul                                                 | Kirchplatz 1 (Karte)                                            | 1272/78, 1340/46, Chor 1469/72             | Dreischiffige Basilika einem das Langhaus überragendem Chor und einem Westturmpaar, auf der Südseite des Langhauses zwei Seitenkapellen, massiv aus unverputzten Sandsteinquadern, Turmköpfe verputzt, Turmhelme verschiefert, Langhaus und Chor jeweils mit Satteldach, Mittelschiff auf den Fundamenten eines Vorgängers des 9. Jahrhunderts, Kirchenschiff von 1272/78, Westwerk mit Kirch- und Hochwachtturm sowie Eingangshalle aus dem 13. Jahrhundert, Seitenkapellen im 15. Jahrhundert angebaut, Chor 1469/72 von Alberlin Jörg neu angebaut. Die Kirche am Ostrand der alten Kernsiedlung und im Zentrum der späteren Stadt hat mit ihrer ungewöhnlichen Doppelturmanlage dominante Bedeutung für das Stadtbild und die Stadtsilhouette. Die Basilika hat dokumentarischen Wert für die kirchliche und herrschaftliche Entwicklung der Stadt im hohen und späten Mittelalter. Geschützt nach § 28 DSchG |                                   |
| Weitere Bilder | Ehemalige „Alte Lateinschule“ (deutsche Knabenschule)                                                       | Kirchplatz 2 (Karte)                                            | 1571, 1860 (Umbau)                         | Dreigeschossiges verputztes Fachwerkhaus, freistehend, Erdgeschoss teils massiv, sonst überwiegend Fachwerk mit Vorstoß zum zweiten Obergeschoss, Traufgesims mit Wiederkehr, Satteldach, im Kern 1571 als deutsche Knabenschule erbaut, ab 1773 vorübergehend von den unteren Klassen der Lateinschule genutzt, 1860 unter Einbeziehung des Nachbarhauses grundlegend umgebaut, 1860–1922 Lehrerwohnhaus, 1900 Renovierung. Die ehemalige Knabenschule wurde umfassend saniert und erhielt 2012 den städtischen Sanierungspreis. Geschützt nach § 2 DSchG |                                   |
| Weitere Bilder | Ehemaliges Diakonat, Zweites Pfarrhaus                                                                      | Kirchplatz 5 (Karte)                                            | 1792                                       | Zweigeschossiges verputztes Fachwerkhaus in Ecklage zum Kirchplatz, Sockel und Erdgeschoss mit Eckquaderung massiv, Freitreppe zum geohrten Portal auf der Südseite, konstruktives Fachwerk, profilierte Traufe, Halbwalmdach mit Schleppgauben, 1792 als Diakonat anstelle eines Vorgängers erbaut, 1996/97 Außensanierung, 2005 Innensanierung; zugehörige erhaltenswerte Hofmauer. Geschützt nach § 2 DSchG |                                   |
| Weitere Bilder | Wohnhaus | Kirchplatz 6 (Karte)                                            | Ende 15. Jahrhundert                       | Zweigeschossiges verputztes Fachwerkhaus in Eck- und Hanglage mit trapezförmigen Grundriss, nach Osten hohes Sockelgeschoss, überwiegend aus unverputzten Quadersteinen, Eckquaderung, Garageneinbau, Fachwerk auf der Ostseite zum Obergeschoss vorkragend, Satteldach mit Schleppgauben, im Kern Ende 15. Jahrhundert, 1989/90 Umbau/Sanierung. Geschützt nach § 2 DSchG |                                   |
| Weitere Bilder | Ehemalige Lateinschule, Gasthof Alte Sakristei, Wohnhaus                                                    | Kirchplatz 7 (Karte)                                            | 1486/91                                    | Zweigeschossiges Fachwerkhaus in Eck- und Hanglage, nach Osten hohes Sockelgeschoss unverputzt aus Bruchsteinen mit Eckquaderung und Rundbogen-Kellertor, verblattetes Fachwerk mit geschnitzten Knaggen und Vorstößen, Stube erkerartig über das Eck, Satteldach mit Krüppelwalm auf der Ostseite, 1486/91 als Lateinschule erbaut, bis 1806 als solche genutzt, später Gasthof, 1986/89 umfassende Sanierung. Erstmals wurde 1354 eine Lateinschule erwähnt. 1806 zog die Lateinschule in einen Neubau am heutigen Präzeptorhof, wo sie bis zu Schließung 1922 untergebracht war. Das zusammen mit dem Anwesen Kirchplatz 6 die Ostseite des Kirchhofes begrenzende Gebäude hat mit seiner Fachwerkkonstruktion des späten 15. Jahrhunderts und als ehemalige Lateinschule im Umfeld der Kirche dokumentarischen Wert für die Bau- und Schulgeschichte der Stadt Markgröningen. Die Hangsituation verdeutlicht anschaulich die erhöhte Lage des Kirchhofs. Geschützt nach § 28 DSchG |                                   |
| Weitere Bilder | Umfassungsmauern des Untergeschosses (ehemals Deutsche Schule)                                              | Kirchplatz 8                                                    | 1774                                       | Im Untergeschoss massive Umfassungsmauern, Reste der ab 1611 nachweisbaren, 1773 von Grund auf umgebauten Mädchenschule, 1828 und 1859 als Deutsche Schule erweitert. Die Mädchenschule war anstelle eines Pfründhauses entstanden. Geschützt nach § 2 DSchG |                                   |
| Weitere Bilder | Evangelisches Pfarrhaus mit Pfarrgarten, Waschhaus und Resten der Ummauerung (Sachgesamtheit)               | Kirchplatz 9 (Karte)                                            | 1543/44                                    | Pfarrhof, bestehend aus: Zweigeschossiges Pfarrhaus in Hanglage (§ 28), Winkelbau, nach Süden dreigeschossig, Sockel und nördliches Untergeschoss sowie Teile des ersten Geschosses massiv aus unverputzten Bruchsteinen, giebelständiger Westflügel mit profiliertem Rundbogenportal zum Kirchplatz, Satteldach mit Krüppelwalm, traufständiger Ostflügel mit Satteldach, Ostflügel 1465/66 erbaut, Westflügel als Erweiterungsbau 1543/44 auf den mutmaßlichen Resten eines Adelssitzes angefügt (1544 bezeichnet), 1998 Sanierung; dazugehörig Pfarrgarten (§ 2), seit dem 16. Jahrhundert Nutz- und Ziergarten; an dessen Westrand Waschhaus (§ 2), Fachwerkbau mit Satteldach, in Teilen Bruchstein, 18. Jahrhundert; Reste der Pfarrhofmauer samt rundbogiger Pforte (§ 2), undatiert. Der den südlichen Kirchplatz dominierende, mit Garten und Waschhaus umfassend überlieferte Pfarrhof hat mit älterem Kernbau und nachreformatorischer Erweiterung dokumentarischen Wert für die Kirchengeschichte Markgröningens und den frühneuzeitlichen Pfarrhausbau in Württemberg. Geschützt nach §§ 2,28 DSchG |                                   |
|                | Ehemalige Heiligen-Scheuer                                                                                  | Klostergässle 3 (Karte)                                         | Mitte 19. Jahrhundert                      | Fachwerkscheune in Hanglage, hoher Sockel zum Klostergäßle massiv aus unverputzten Bruchsteinen mit Eckquaderung und Rundbogen-Kellertor, nördliche Giebelwand in Werkstein mit profilierten Konsolsteinen zur Traufe, auf der westlichen Traufseite rechteckige Toreinfahrt vor vorgezogenem Wetterdach, Satteldach, im Kern (Sockel, nördliche Giebelwand) spätes Mittelalter, Mitte 19. Jahrhundert abgebrannt und auf den Resten als Fachwerkbau neu errichtet. Entsprechend ihrer Bezeichnung war die Scheune in mittelalterlicher Zeit in geistlichem Besitz. Geschützt nach § 2 DSchG |                                   |
| Weitere Bilder | Wohnhaus und Scheune                                                                                        | Lohrmannsgässle 4 (Karte)                                       | 18./19. Jahrhundert                        | Zweigeschossiges Fachwerkhaus mit zum Scheunenteil spitz zulaufendem Grundriss in Ecklage, Wohnteil verputzt, Scheunenteil unverputzt in Fachwerk mit rechteckiger Einfahrt, Erdgeschoss massiv, im Wohnteil zum Obergeschoss starker Vorstoß mit profilierten Knaggen, asymmetrisches Walmdach mit weit herab gezogenem Walm auf der Westseite, der aus dem ursprünglichen Satteldach des Wohnteiles hervorging, Wohnteil im Kern 16., sonst wie Scheunenteil 18./19. Jahrhundert. Geschützt nach § 2 DSchG |                                   |
| Weitere Bilder | Wohnhaus mit Scheune (Sachgesamtheit)                                                                       | Lohrmannsgässle 6, Helenenstraße 34 (Karte)                     | vor 1700                                   | Eingeschossiges verputztes Fachwerkhaus in Eck- und Hanglage, hohes Sockelgeschoss massiv, Fachwerk mit Vorstößen im Giebel, ohne Giebelwand zur nördlich angrenzenden Scheune, Satteldach mit Schleppgaube, vor 1700 erbaut, im Innern nach 1925 überformt; dazugehörig die rückwärtig angebaute Scheune, Unterbau massiv aus Bruchsteinen mit Quaderung an den Ecken und zum rechteckigen Scheunentor, Pforte mit spitzbogigem Oberlicht, Fachwerk ohne Vorstöße, Satteldach, über der Pforte 1804 bezeichnet; (Wohnhaus Helenenstraße 34 siehe dort). Im 19. Jahrhundert als Gesindewohnhaus genutzt. Geschützt nach § 2 DSchG |                                   |
|                | Teil der Stadtbefestigung                                                                                   | Lohrmannsgässle 8–10 (Karte)                                    |                                            | (siehe: Sachgesamtheit Stadtbefestigung) |                                   |
| Weitere Bilder | Hausportal                                                                                                  | Marktbrunnengässle 1 (Karte)                                    | 1588                                       | Rundbogiges Hausportal, profiliert mit Kehle und Rundstab, im Scheitel 1588 bezeichnet, 1960 renoviert; erhaltenswert ist das dazugehörige Wohnhaus, dreigeschossiger verputzter Fachwerkbau, Erdgeschoss massiv, Eingang mit Oberlicht, Fachwerk zum zweiten Obergeschoss mit leichtem Vorstoß, Satteldach mit Schleppgaube, im Kern nach Bezeichnung von 1588, 1950/60 grundlegend umgebaut. Geschützt nach § 2 DSchG |                                   |
| Weitere Bilder | Marktbrunnen                                                                                                | Marktplatz (Karte)                                              | 1499                                       | Stockbrunnen (Laufbrunnen) mit achteckigem Gusstrog als Becken, mittig steinerne Säule mit quadratischem Sockel, diese reich verziert mit vier Wasserspeiern, darauf Balustersäule mit Ritter, dieser hält das Wappen des württembergischen Herzogs, das Stadtwappen und einen Kommandostab, 1499 mit einer Holzteichelleitung von Peter von Koblenz vom Leudelsbach angelegt, Figur 1580 vom Steinmetz Jeremias Schwartz gestaltet, 1866 steinerner Trog durch gusseisernen trog ersetzt, 1930 Restaurierung der Figur, 1959 Ritterfigur durch Kunststeinabguss ersetzt (Original in städtischem Besitz), 1979 Fertigung des Brunnenpfeilers und Sanierung des Troges, 1998 Sanierung und Reinigung der Figur. Der 1499 angelegte Röhrenbrunnen ergänzte schon damals den älteren Tiefbrunnen (siehe Galgenbrunnen). Geschützt nach § 28 DSchG |                                   |
|                | Ehemaliger Galgenbrunnen                                                                                    | Marktplatz (Karte)                                              | vor 1499                                   | Brunnenschacht, der bis zum Grundwasser reicht, Brunnenfassung mit Ziergitter, Kern mittelalterlich, sicher schon vor 1499 bestehend, bis ins 19. Jahrhundert in Funktion, danach abgedeckt und 1978 wieder freigelegt, damals die heutige Brunnenfassung gefertigt. Benannt ist der Galgenbrunnen nach seiner ehemaligen und obertägigen Schöpfeinrichtung. Seit 1499 ergänzte der weiter nördlich gelegene Röhrenbrunnen (siehe Marktbrunnen) diesen älteren Tiefbrunnen. Geschützt nach § 2 DSchG |                                   |
| Weitere Bilder | Rathaus | Marktplatz 1 (Karte)                                            | 1441                                       | Dreigeschossiges Rathaus, unverputzter Fachwerkbau, auf 54 Eichensäulen ruhend, Sockel massiv aus Bruch- und Quadersteinen, Zierfachwerk mit stockwerksweisem Abbund und langen, eng gestellten Ständern, Schwellen der Obergeschosse auf den Balkenköpfen über gedoppelten Rähmen, teils geschnitzte und farbig gefasste Knaggen, steiles Walmdach, zum Marktplatz Halbwalm mit Glöckentürmchen, 1440/41 (d) mit Halle im Erdgeschoss erbaut, diese ursprünglich für die Verkaufsstände der Bäcker/Metzger, Fenstervergrößerungen im 18. Jahrhundert, 1848 Baumaßnahmen (Umgestaltung EG mir Rundfenstern; Restaurierung des vor 1705 entstandenen Glockentürmchens), 1928/30 grundlegende Sanierung mit teilweisem Rückbau der Umbauten des 19. Jahrhunderts., 1963 innerer Umbau / Renovierung, 1957, 1984 und 2003 jeweils Außenrenovierungen. Das repräsentative Gebäude am Westrand des Marktplatzes hat als herausragendes Beispiel eines spätmittelalterlichen Rathauses und als ein Muster der damaligen Fachwerkbaukunst dokumentarischen Wert über die Stadt Markgröningen hinaus. Geschützt nach § 28 DSchG |                                   |
| Weitere Bilder | Ehemaliges Gasthaus zum Kronprinzen, Ratsstüble, Gaststätte „Herrenküferei“                                 | Marktplatz 2 (Karte)                                            | 1414                                       | Dreigeschossiges verputztes Fachwerkhaus in Ecklage zum Rathaus, auf der nördlichen Traufseite Anbau mit Pultdach, Erdgeschoss massiv mit gekehltem Werksteingewände auf der südlichen Traufseite, auf der Giebelseite starke Brustriegel im ersten Obergeschoss, zum zweiten Obergeschoss Vorstoß mit profilierten Knaggen, Halbwalmdach mit Schleppgauben, 1414 (d) errichtet, gemäß Bezeichnung 1604 umgebaut, Erdgeschoss massiv ersetzt und nördlichen Anbau angefügt, 1785 neue Abzimmerung der Ost- und Westfassade mit rückseitiger Verlängerung des Gebäudes sowie Putzfassung, um 1880 Umgestaltung als Gasthaus zum Kronprinzen, ab 1927 Ratsstüble bezeichnet, 1961 von der Stadt aufgekauft, 1998/2002 umfassend saniert. Als eines der ältesten Häuser Markgröningens und Wohnsitz der Herrenküfer zwischen 1742 und 1847 hat das repräsentative Gebäude gleich neben dem nur wenig jüngeren Rathaus dokumentarischen Wert für den spätmittelalterlichen Fachwerkbau der gehobenen Bürgerschicht. Die verschiedenen Umbauphasen sind für ihre Zeit jeweils charakteristisch und prägen das platzbildbestimmende Gebäude. Geschützt nach § 2 DSchG |                                   |
| Weitere Bilder | Wohn- und Geschäftshaus                                                                                     | Marktplatz 4 (Karte)                                            | 1519                                       | Dreigeschossiges Fachwerkhaus in Ecklage zum Marktbrunnengässle, Traufseiten verputzt, Erdgeschoss massiv und verputzt, zum Marktplatz unverputzte Quadersteine mit vermauertem Rundbogen-Kellereingang, Fachwerk mit Vorstößen vor allem auf der östlichen Traufseite, im Giebel ohne Vorstöße, Satteldach, im Kern 15. Jahrhundert (u. a. Eck- und Bundsäulen sowie Traufseite zum Marktbrunnengässle), Kellereingang 16./17. Jahrhundert, Umbau im 18. und Veränderungen im 19. und 20. Jahrhundert, 1980 Fachwerkfreilegung auf der Giebelseite, 1987 und 2000 Fassadensanierungen. Geschützt nach § 2 DSchG |                                   |
| Weitere Bilder | Wohn- und Geschäftshaus                                                                                     | Marktplatz 5 (Karte)                                            | um 1600                                    | Dreigeschossiges Fachwerkhaus in Ecklage zum Marktbrunnengässle, Traufseiten verputzt, Erdgeschoss massiv mit Ladeneinbau, Werksteinportal zum Marktplatz, seitlich Rundbogen-Kellertor, aufwändiges Zierfachwerk mit Vorstößen, zum und im Giebel profilierte Schwellen, Satteldach, „Firstgaube“ mit Konsole, um 1600 erbaut, im 3. Viertel des 19. Jahrhunderts Einbau eines Kaufladens (Werksteingewände), 1936 Dachausbau, 1978/790 Fachwerkfreilegung, 1998 Fassadensanierung. Geschützt nach § 28 DSchG |                                   |
| Weitere Bilder | Wohn- und Geschäftshaus                                                                                     | Marktplatz 8 (Karte)                                            | spätes 17. Jahrhundert                     | Dreigeschossiges verputztes Fachwerkhaus, Erdgeschoss massiv mit Ladeneinbau, rundbogige Schaufenster und rundbogiger Eingang, ursprünglich mit Durchfahrt auf der Südseite zum inneren Hof, schmaler Steinsims mit Konsolen zum ersten Obergeschoss, Fachwerk mit Vorstößen, Satteldach, spätes 17. Jahrhundert, 1954 Einbau eines Geschäftes im EG, 1984/86 Innen- und Außensanierung. Geschützt nach § 2 DSchG |                                   |
|                | Gewölbekeller                                                                                               | Marktplatz 12 (Karte)                                           | 2. Hälfte 16. Jahrhundert                  | Gewölbekeller unter Marktplatz 12, 2. Hälfte 16. Jahrhundert. Das dazugehörige Anwesen wurde 1990/91 abgebrochen und durch ein neues Wohnhaus ersetzt. Geschützt nach § 2 DSchG |                                   |
| Weitere Bilder | Gasthof „Zur Krone“                                                                                         | Marktplatz 13 (Karte)                                           | 1428                                       | Dreigeschossiges Fachwerkhaus in Kopflage zur Finsteren Gasse und zum Gerbergäßle, Erdgeschoss massiv und verputzt mit mittigem Portal zum Marktplatz, südliche Traufseite verputzt, am ersten Obergeschoss zur Finsteren Gasse Fachwerkerker mit massiver Konsole, Ausleger mit goldener Krone, Fachwerk mit Vorstößen und Verblattungen im zweiten Obergeschoss, Satteldach mit Schleppgauben, im Kern 2. Hälfte 15. Jahrhundert, Erker 16. Jahrhundert, im 18. Jahrhundert Umbau (Portal, erstes Obergeschoss, Ausleger), 1928 Sanierung, 1958 Außensanierung und Veränderung EG, 1964 Renovierungen, 1987 und 1993 kleine Umbauten, 1997 Außensanierung. Als eines der ältesten Häuser Markgröningens in unmittelbarerer Nähe zum Rathaus hat das sehr repräsentative, hoch aufragende Gebäude dokumentarischen Wert für den spätmittelalterlichen und frühneuzeitlichen Fachwerkbau der gehobenen Bürgerschicht sowie die Gasthaustradition in zentraler Lage der Stadt. Geschützt nach § 28 DSchG |                                   |
|                | Weinberge im Glemstal (Sachgesamtheit)                                                                      | Mühlberg                                                        |                                            | Sachgesamtheit Weinberge im Glemstal in den Gewannen Mühlberg und Talhäuser Berge. Geschützt nach § 2 DSchG |                                   |
|                | Teil der Stadtbefestigung                                                                                   | Mühlgasse 7/1                                                   |                                            | (siehe: Sachgesamtheit Stadtbefestigung) |                                   |
|                | Weinberge am Leudelsbach (Sachgesamtheit)                                                                   | Oberer Wannenberg (Karte)                                       |                                            | Sachgesamtheit Weinberge am Leudelsbach in den Gewannen Oberer Wannenberg und Peterweinberge Geschützt nach § 2 DSchG |                                   |
|                | Grenzsteine                                                                                                 | Rotenacker                                                      |                                            | Historische Grenzsteine auf der ganzen Markung (viele im Rotenacker). Geschützt nach § 2 DSchG |                                   |
| Weitere Bilder | Oberes Tor                                                                                                  | Oberes Tor 1 (Karte)                                            | 1555                                       | (siehe: Sachgesamtheit Stadtbefestigung) |                                   |
|                | Ölmühle (Sachgesamtheit)                                                                                    | Ölmühle 1, 3 (Karte)                                            |                                            | Sachgesamtheit des Mühlengehöfts Ölmühle (Betrieb 1890 eingestellt). Geschützt nach § 2 DSchG |                                   |
| Weitere Bilder | Wohn- und Geschäftshaus mit Scheune (Sachgesamtheit)                                                        | Ostergasse 1, Turmgässle 3 (Karte)                              | 1714                                       | Dreigeschossiges verputztes Fachwerkhaus, Erdgeschoss massiv mit Ladeneinbau, rückwärtig mit geohrtem Portal, Fachwerk mit leichten Vorstößen, im Innern barocke Ausstattung teils mit Stuckdecken, Satteldach, 1714 auf älteren Erdgeschossmauern von dem Kaufmann Paulus Wolf erbaut, 1995/97 umfassend saniert; dazugehörig rückwärtige Scheune (Turmgässle 3), verputzter Massivbau mit Eckquaderung, Rundbogen-Durchfahrt, Rundbogen-Kellertor und abgeschrägter Ecke mit profilierter Steinkonsole, Satteldach mit Schleppgauben, nach Bezeichnung 1609 vom Bürgermeister Wimpelin erbaut, 2001 als Altenbegegnungsstätte saniert; kleiner Zwischenbau, Satteldach, ursprünglich Schweinestall, 1802 als Weißgerberei umbaut, 1995/97 mit Haupthaus saniert. Geschützt nach § 2 DSchG |                                   |
| Weitere Bilder | Wohn- und Geschäftshaus                                                                                     | Ostergasse 2 (Karte)                                            | 15. Jahrhundert                            | Dreigeschossiges verputztes Fachwerkhaus in Ecklage zum Marktplatz, Erdgeschoss massiv mit Ladeneinbau, Fachwerk mit Vorstoß an der Traufseite zum zweiten Obergeschoss, im Dachinnern Verblattungen und rußgeschwärztes Gebälk, Satteldach, 15. Jahrhundert, 1991 Umbau des Ladens im Erdgeschoss zu einem Eiscafé. Geschützt nach § 2 DSchG |                                   |
| Weitere Bilder | Reliefs | Ostergasse 3 (Karte)                                            | 1835                                       | Drei Reliefs in der Brüstungszone des ersten Obergeschosses des Anwesens Ostergasse 3, jeweils etwa 0,5 Meter hoch und in Sandstein, figürliche Darstellungen von Caritas, St. Peter und Pax, dieses Relief 1835 bezeichnet. Die Herkunft der nicht in situ befindlichen Reliefs ist unbekannt. Das dazugehörige Haus wurde 1982 eingreifend verändert. Geschützt nach § 2 DSchG |                                   |
| Weitere Bilder | Wohnhaus mit Gastronomie                                                                                    | Ostergasse 6 (Karte)                                            | spätes Mittelalter                         | Dreigeschossiges verputztes Fachwerkhaus, Erdgeschoss massiv mit modernem Gaststätteneinbau, Fachwerk mit Vorstoß zum zweiten Obergeschoss, steiles Satteldach, im Kern spätmittelalterlich, spätere Umbauten, 1981 Erdgeschoss und Dachzone verändert. Geschützt nach § 2 DSchG |                                   |
| Weitere Bilder | Gasthaus Hirsch                                                                                             | Ostergasse 8 (Karte)                                            | 16. Jahrhundert                            | Doppelhaus in Ecklage zur Stadtschreibergasse, Westbau zweigeschossig und verputzt, im massiven Erdgeschoss Werksteingewände (ehemalige Tür und Fenster), Obergeschoss Fachwerk, vorkragender und unverputzter Fachwerkgiebel, Satteldach, im Kern 16. Jahrhundert, im 19. Jahrhundert verändert; Ostbau dreigeschossig und verputzt, massiv nur der südliche Teil des Erdgeschosses, dort mit Rundbogen-Kellertor und stichbogigem und profilierten Portal auf der Traufseite, Fachwerkgiebel, Satteldach, 16./17. Jahrhundert, am Portal 1759 bezeichnet, im 19. Jahrhundert nochmals verändert. In dem Anwesen wurde der bekannte Stadtschreiber und Dichter Jacob Friedrich Magenau geboren. Geschützt nach § 2 DSchG |                                   |
| Weitere Bilder | Wohn- und Geschäftshaus                                                                                     | Ostergasse 11 (Karte)                                           | 16. Jahrhundert                            | Zweigeschossiges Fachwerkhaus, Erdgeschoss massiv und verputzt mit Ladeneinbau und Rundbogentor, an dieser Ecke auch Eckquaderung, seitlich Rundbogenportal mit Treppenaufgang und gekehltes Fenstergewände, Fachwerk auf der Giebelseite freigelegt, Satteldach, im Kern 16. Jahrhundert, am Rundbogentor 1787 bezeichnet, an seitlichem Portal 1949 bezeichnet, 1979/80 Modernisierung mit Umbau des Erdgeschosses, teilweise Freilegung des Fachwerkes, 2007 Fassadensanierung. Unter dem Erdgeschoss besteht ein großer Keller von 6 Jochen auf zwei Rechteckpfeilern wohl des 18. Jahrhunderts. Das Rundbogentor geht auf einen ehemaligen Verkaufsladen ohne Brüstung zurück. Geschützt nach § 2 DSchG |                                   |
| Weitere Bilder | Konsolstein                                                                                                 | Ostergasse 16 (Karte)                                           | Mitte 17. Jahrhundert                      | Konsolstein zum ersten Obergeschoss an der Ecke des Anwesens Ostergasse 16 zum Pfarrgäßle, mit männlicher Blattmaske, Mitte 17. Jahrhundert; erhaltenswert ist das 1953 erbaute dreigeschossige Wohn- und Geschäftshaus mit massivem EG und Fachwerk-OG. Das zum Konsolstein gehörige Haus stammte ursprünglich aus dem 15. Jahrhundert und war im 17. Jahrhundert wohl umgebaut worden. Trotz des Einsturzes und der weitgehenden Neuerrichtung des Anwesens im Jahr 1953 dürfte sich der Stein als oberster Teil der alten Eckquaderung noch in ursprünglicher Position befinden. Der mit seiner auffälligen Gestaltung für Markgröningen singuläre Konsolstein hat dokumentarischen Wert insbesondere hinsichtlich der Geschichte des abgegangen Anwesens. Als ein Beispiel der im Rahmen der Altstadtsanierung gepflegten Praxis des historisierenden Wiederaufbaus ist das Gebäude als erhaltenswert einzustufen. Geschützt nach § 2 DSchG |                                   |
| Weitere Bilder | Wohnhaus | Ostergasse 19 (Karte)                                           | 1715                                       | Zweigeschossiges Fachwerkhaus, hoher Sockel massiv aus unverputzten Quadersteinen, seitlich Rundbogen-Kellereingang, zentrales Portal mit Außentreppe, Fachwerk mit Vorsprüngen auf der Giebelseite, rückwärtig verputzt, Satteldach mit Schleppgauben, nach Bezeichnung im Innern über der Kellertreppe 1715 neu erbaut, vielleicht unter Verwendung älterer Bauteile, 2006/07 umfassende Innen- und Außensanierung, Anbau Balkon traufseitig. Eine Brezel als Hauszeichen am inneren Kellerzugang bestätigt die Geschichte des Anwesens als „Bäckerhaus“. 1715 wohl als Weingärtnerhaus errichtet. Geschützt nach § 2 DSchG |                                   |
| Weitere Bilder | Bartholomäusapotheke mit Kameralamtsscheune und ummauertem Apothekengarten (Sachgesamtheit)                 | Ostergasse 22 (Karte)                                           | 1608                                       | Dreigeschossiger verputzter Fachwerkbau (§ 28), Erdgeschoss massiv mit geohrtem Portal zur Ostergasse, klassizistisches Portal nach Osten, Fachwerk mit Vorstoß zum zweiten Obergeschoss, profilierte Traufe mit Wiederkehr, Satteldach, im Kern 16. Jahrhundert, Fachwerk 1609 abgezimmert und 1759 teils erneuert sowie verputzt, seit 1712 Amtssitz der geistlichen Verwaltung, 1806–1819 Kameralamt, 1828 zur Apotheke umfunktioniert, 1958 Renovierung, 1974/79 Umbau und Modernisierung, 1999 / 2000 Fassadensanierung; dazugehörig Fachwerkscheune (§ 2), Unterbau massiv mit Eckquaderung, Einfahrtstore mit Angelsteinen, Fachwerk ohne Vorstöße, Traufe mit Wiederkehr, Satteldach, am nördlichen Tor 1580 bezeichnet, Fachwerk 19. Jahrhundert; ummauerter, ehemaliger Apothekergarten (§ 2), Gartenmauer 2006 saniert. Mit seiner langen Geschichte als geistliche Verwaltung hat der herausragende, stadtbildprägende Komplex am markanten Eck zur Wettegasse mit Scheune und ummauertem Garten hohen dokumentarischen Wert für die Behördengeschichte in Markgröningen sowie für die gehobene Bauweise vom 16.–19. Jahrhundert. Geschützt nach § 2/28 DSchG |                                   |
| Weitere Bilder | Hauszeichen                                                                                                 | Ostergasse 23 (Karte)                                           | 1728                                       | Sandsteinrelief an der östlichen Außenwand im rückwärtigen Bereich des Anwesens, Brezel mit Ofenschaufeln im Palmenkreuz, 1728 bezeichnet. Geschützt nach § 2 DSchG |                                   |
| Weitere Bilder | Sogenanntes Vollandhaus mit Nebengebäuden (Sachgesamtheit)                                                  | Ostergasse 24, 24/1 (Karte)                                     | 1406                                       | Dreigeschossiger verputzter Fachwerkbau (§ 28), Erdgeschoss massiv mit rundbogigem Portal, über der abgeschrägten Ecke zur Wettegasse siebeneckiger Erker auf Holzstreben, darunter Inschriftenstein von 1762, Fachwerk mit Vorstößen, Walmdach mit Schleppgauben, 1406 (d) erbaut, Portal 1545 bezeichnet, zweites OG und Dach 1593/94, am Hoftorbogen zum Anwesen Ostergasse 26 (s. d.) 1623 bezeichnet, seit 1993 zahlreiche Umbaumaßnahmen; südlich ehemalige Fachwerkscheune (Nr. 24/1, § 2), verputzt, Satteldach, 18. Jahrhundert, zusammen mit dem Zwischenbau stufenweise zu Wohnzwecken umgebaut. Um 1500 war das Haus im Besitz der zur Ehrbarkeit gehörigen Familie Vollander. Unter anderem wurde hier auch der spätere Kanzler Ambrosius Vollander geboren. Das im Kern spätmittelalterlich-frühneuzeitliche Anwesen an der platzartigen Abzweigung der Wettegasse hat dokumentarischen Wert als Beispiel für eine aufwändige Bauweise der gehobenen Bürgerschicht. Die verschiedenen Umbauphasen sind für ihre Zeit jeweils charakteristisch und prägen das mit dem Erker repräsentativ in Szene gesetzte Gebäude. Geschützt nach §§ 2,28 DSchG |                                   |
| Weitere Bilder | Gasthof zum Löwen mit Doppelscheune (Sachgesamtheit)                                                        | Ostergasse 28, 30/1, 30/2 (Karte)                               | 1836                                       | Zweigeschossiges verputztes Fachwerkhaus in Ecklage zur Wettegasse, Fachwerk ohne Vorstöße, Ausleger, vorkragende Traufe mit Wiederkehr, Satteldach, Neubau nach Brand von 1836, 1990 Erneuerung der Fenster auf der Westseite, 1998 Dach- und Fassadensanierung; dazugehörig die über die Durchfahrt im Haus Ostergasse 30 (siehe dort) erreichbare Doppelscheune am südlichen Rand des Hofes, Unterbau und Giebelwände massiv aus Bruch- und Quadersteinen, ansonsten Fachwerk, jeweils mit rechteckigen Toreinfahrten, Satteldach, nach Brand 1832 neu erbaut, vielleicht unter Verwendung der massiven Bauteile des Vorgängers. Anwesen schon 1751 als Gasthof erwähnt. Geschützt nach § 2 DSchG |                                   |
| Weitere Bilder | Doppelscheune                                                                                               | Ostergasse 30/1, 30/2 (Karte)                                   | 1836                                       | Teil der Sachgesamtheit Ostergasse 28, 30/1, 30/2, s. dort Geschützt nach § 2 DSchG |                                   |
| Weitere Bilder | Wohn- und Geschäftshaus                                                                                     | Ostergasse 29 (Karte)                                           | um 1700                                    | Zweigeschossiges verputztes Fachwerkhaus in Ecklage zum Lohrmannsgäßle, Erdgeschoss auf der Traufseite massiv, Ladeneinbau zur Ostergasse mit Eingang im abgeschrägten Eck, Fachwerk ohne Vorstöße, steiles Satteldach mit Stehgauben, um 1700 mit älteren Bauteilen, um 1950 Veränderungen im Erdgeschoss, 1997/98 Dachausbau, 2006 Erneuerung von Fenstern im Obergeschoss. Geschützt nach § 2 DSchG |                                   |
| Weitere Bilder | Wohnhaus | Ostergasse 30 (Karte)                                           | 16. Jahrhundert                            | Dreigeschossiges Fachwerkhaus, im Erdgeschoss seitliche Durchfahrt zu den Scheunen Ostergasse 30/1 und 30/2 (siehe Ostergasse 28), das Erdgeschoss zur Ostergasse massiv mit Resten eines Torgewändes, Straßenseite verputzt, Rückseite unverputztes Fachwerk mit Vorstößen, Satteldach, rückwärtig mit Halbwalm, 16. Jahrhundert, Straßenfront im 18./19. Jahrhundert verändert. Das Anwesen könnte aus der zum Gasthaus Löwen gehörigen Scheune hervorgegangen sein. Geschützt nach § 2 DSchG |                                   |
|                | Papiermühle                                                                                                 | Papiermühle 1, 3 (Karte)                                        | 1910                                       | Wohnhaus von 1910 (Nr. 3) und Portal an Gebäude Nr. 1. Geschützt nach § 2 DSchG |                                   |
|                | Weinberge im Leudelsbachtal (Sachgesamtheit)                                                                | Peterweinberge (Karte)                                          |                                            | Sachgesamtheit Weinberge am Leudelsbach in den Gewannen Oberer Wannenberg und Peterweinberge. Geschützt nach § 2 DSchG |                                   |
|                | Wohnhaus | Präzeptorhof 1 (Karte)                                          | 1792                                       | Zweigeschossiges verputztes Fachwerkhaus, Erdgeschoss massiv mit stichbogigem Portal und leicht spitzbogigem Kellereingang, Fachwerk ohne Vorstöße, Satteldach, am Portal 1792 bezeichnet. Da zu der ehemaligen und 1806 direkt nördlich an das Haus angebauten Lateinschule keine eigene Giebelwand bestand, muss diese seit dem Abbruch der Schule nach 1986 neu erbaut worden sein. Geschützt nach § 2 DSchG |                                   |
|                | Oberes Schafhaus (Schafstall), vor 1832 erbaut                                                              | bei Schäferweg 2 (Karte)                                        | vor 1832                                   | Schafstall. Geschützt nach § 2 DSchG |                                   |
|                | Ehemaliger Eiskeller                                                                                        | Schäferweg 3 (Karte)                                            | vor 1832                                   | Ehemaliger städtischer Eiskeller, vor 1832 erbaut Geschützt nach § 2 DSchG |                                   |
|                | Gruhe (Ruhebank)                                                                                            | Schwieberdinger Weg (Gewanne Schafwiesen bzw. Steinböß) (Karte) |                                            | Gruhe (Ruhebank) am Schwieberdinger Weg. Geschützt nach § 2 DSchG |                                   |
|                | Teil der Stadtbefestigung                                                                                   | Schillerstraße                                                  |                                            | (siehe: Sachgesamtheit Stadtbefestigung) |                                   |
| Weitere Bilder | Ehemaliges Schloss, (Helene-Lange-Gymnasium) (Sachgesamtheit)                                               | Schloss 1 (Karte)                                               | 1555 (1724/1873)                           | Komplex aus vier meist dreigeschossigen und verputzten Gebäudeflügeln, Mitteltrakt mit Vorstoß zum Obergeschoss, Walmdach mit Zwerchhäusern, Südflügel zum Oberen Tor, dreigeschossig mit Mezzaningeschoss, Satteldach, Westflügel zwischen Mitteltrakt und Nordflügel, dreigeschossig, Satteldach mit Schleppgauben, alle drei Flügel 1855 bzw. 1872/73 über großen mittelalterlichen Kellertonnen sowie weiteren Resten des alten Schlosses neu erbaut, 1920 grundlegend umgebaut; erhaltenswert sind die Hofmauer des frühen 20. Jh. zur Straße Im Zwinger sowie der Nordflügel, dreigeschossig, Satteldach, 1908 erbaut; Gesamtkomplex 1991/92 saniert. Das 1724 um das oberste Geschoss reduzierte Schloss diente ab 1808 als Spinnerei, ab 1820 als Zucht und Arbeitshaus, ab 1841 als Frauengefängnis und ab 1873 schulischen Zwecken. Der Gebäudekomplex hat als fast nüchtern wirkender Anstaltsbau des 19./20. Jahrhunderts, verbunden mit der Geschichte des Vorgängerbaus (Schloss u. Sitz der Oberamtei), dokumentarischen Wert für die administrative und schulische Vergangenheit und prägt als Großkomplex die Nordwestecke der Stadt. aus ehemaligem Schloss mit Park, ruinenhaftem Gartenhäuschen und Umfassungsmauer aus Bruchstein. Im Mittelbau vermutete Wände der vormaligen Reichsburg. Geschützt nach § 2 DSchG |                                   |
|                | Ehemaliger Schlossgarten mit Gartenhäuschen und Umfassungsmauer                                             | Schloss 1 (Flst. Nr. 145, 146)                                  | 18. Jahrhundert                            | Schlosspark mit einer ihn umfassenden Bruchsteinmauer, nordwestlich des ehemaligen Schlosses bzw. jenseits der ehemaligen Stadtmauer um das Nordwesteck der alten Stadtbefestigung, Baum- und Wiesenfläche, mit gliedernden Strukturen; ursprünglich Küchengarten der Burg, in seiner heutigen Ausdehnung wohl im 18. Jahrhundert mit Aufgabe des Stadtgrabens entstanden; am Westeck der Umfassungsmauer Gartenhäuschen, dieses ruinenhaft aus Quadersteinen, Walmdach, um 1700, 1996 Sanierungsmaßnahmen am Gartenhäuschen. Der Schlosspark, der nach dem historischen Katasterplan von 1831/32 nur im südlichen Teil kleinteiligere Strukturen aufwies und im nördlichen Teil als Baumgarten bestand, hat als historische Garten- und Parkfläche des Schlosses und heutigen Gymnasiums dokumentarischen Wert für die städtebauliche und herrschaftliche Entwicklung der Stadt. Als größte Grünfläche innerhalb der Gesamtanlage am Rande der Stadt besitzt er hohe stadtbildprägende Bedeutung, insbesondere auch für die solitäre Randlage des Schlosses. Geschützt nach §§ 2 (Gartenfläche) DSchG |                                   |
| Weitere Bilder | Wohnhaus | Schlossgasse 1 (Karte)                                          | um 1600                                    | Zweigeschossiges Fachwerkhaus, Erdgeschoss massiv aus Quadersteinen mit Tür- und Fenstergewänden, Eingangstür mit integriertem Oberlicht, Steinkonsolen zum vorkragenden und verputzten Obergeschoss, Giebel in Fachwerk ebenfalls vorspringend, Satteldach, wohl im Zuge des Umbaues des Nachbaranwesens (siehe Marktplatz 1) von der gleichen Familie um 1600 erbaut, zusammen mit diesem 1998–2002 umfassend saniert, heute Hotelzimmer und Vinothek. Geschützt nach § 2 DSchG |                                   |
| Weitere Bilder | Wohnhaus | Schlossgasse 2 (Karte)                                          | 1708                                       | Dreigeschossiges Fachwerkhaus, Erdgeschoss massiv aus unverputzten Bruch- und Quadersteinen, Reste spätgotischer Werksteingewände, seitlich Rundbogen-Kellertor, teils Steinknaggen zum stark vorkragenden ersten Obergeschoss, sonst nur leichte Vorstöße, zur Schlossgasse und zum Bergergäßle verputzt, rückwärtig und auf der Westseite unverputztes Fachwerk, ungewöhnlich flaches Mansarddach mit Halbwalm, 1708 durch Zusammenfassung zweier älterer Anwesen gebildet, südöstlicher Hausteil im Kern von 1488 (d), nordwestlicher Hausteil im Kern von 1652 (d), 1989 teilweise Instandsetzung der Fassade, 1999 Erneuerung des Außenputzes. In dem Anwesen war von 1618 bis 1813/28 eine Apotheke (die älteste von Markgröningen) untergebracht. Das barocke Doppelhaus mit spätmittelalterlichem Kern, außergewöhnlichem Dach und im Innern zahlreichen Baudetails des 15. bis 17. Jahrhunderts hat innerhalb der dicht mit giebelständigen Anwesen bebauten Schlossgasse hohen dokumentarischen Wert für die Bauweise der mittleren sozialen Schicht vom Mittelalter bis ins 18. Jahrhundert. Geschützt nach § 2 DSchG |                                   |
| Weitere Bilder | Kragstein und Terrakottafries                                                                               | Schlossgasse 4 (Karte)                                          | 1534                                       | Eckquaderung im Erdgeschoss an der Südwestecke des Hauses mit Kragstein, 1534 bezeichnet; im Bereich der vorkragenden Schwelle zum ersten Obergeschoss Terrakottafries, hergestellt aus zwei Tonplattenmustern (Palmetten), Mitte 19. Jahrhundert. Das dazugehörige Haus wurde 1981 vollständig umgebaut. Geschützt nach §§ 2 (Bauteil) DSchG |                                   |
| Weitere Bilder | Wohnhaus und Scheune (Sachgesamtheit)                                                                       | Schlossgasse 8, 8/1 (Karte)                                     | 1347                                       | Fachwerkanwesen, Winkelbau mit ursprünglich giebelständigem, zweigeschossigem Kernhaus sowie traufständigem und dreigeschossigen Anbau, Kernbau mit massivem Sockel, Fachwerk zum ersten Obergeschoss stark vorspringend, Halbwalmdach, 1347 (d) erbaut, 1979 Sanierung; Anbau mit massivem und verputztem Erdgeschoss, Fachwerk mit Vorstößen, Satteldach, 1670 neu errichtet; dazugehörig rückwärtige Scheune, Sichtfachwerk, zentrales rechteckiges Einfahrtstor, rückwärtig bis auf Giebelspitze massiv, Satteldach mit Krüppelwalm nach Süden zum Hof, ausgehendes 17. Jahrhundert, 1997/98 Fassadensanierung; Kulturdenkmal gem. § 2/28 DSchG sind die in der nördlichen Giebelwand der Scheune integrierten Reste der Stadtmauer, 13. Jahrhundert. Mit dem ältesten bekannten Fachwerkhaus Markgröningens und der authentischen Überlieferungsqualität hat die Hofanlage dokumentarischen Wert und Seltenheitswert für die mittelalterliche und barocke Bauweise der ackerbürgerlichen Schicht. Die Reste der Stadtmauer haben dokumentarischen Wert für den hochmittelalterlichen Ausbau der Stadtbefestigung. Geschützt nach § 2/12/28 DSchG |                                   |
| Weitere Bilder | Scheune | Schlossgasse 8/1 (Karte)                                        |                                            | Teil der Sachgesamtheit Schlossgasse 8, 8/1, s. dort Geschützt nach § 2 DSchG |                                   |
|                | Scheune mit integriertem Stadtmauerrest                                                                     | Schlossgasse 8/1 (Karte)                                        | um 1670                                    | Scheune von Schlossgasse 8. Stadtmauerrest als Teil der Sachgesamtheit Stadtbefestigung in rückwärtiger Scheunen-Giebelwand (zur Scheune siehe: Wohnhaus und Scheune in Schlossgasse 8) Geschützt nach § 12 DSchG |                                   |
| Weitere Bilder | Keller und Erdgeschossfront des Wohnhauses                                                                  | Schlossgasse 17 (Karte)                                         | 1590                                       | Erdgeschossfront zur Schlossgasse, massiv aus unverputzten Bruch- und Quadersteinen, stichbogiges Portal mit Bezeichnung, Rundbogen-Kellertor als Zugang zum Gewölbekeller mit großer Bruchsteintonne, gemäß Bezeichnung 1590 entstanden, im Zuge der Wiederherstellung des teils ausgebrannten Anwesen um 1975 vermutlich saniert. Das einst dazugehörige und 1590 erbaute Wohnhaus wurde nach einem Brandschaden im Dachstuhl bis auf die östliche Erdgeschossmauer und die oben genannten Bauteile neu errichtet. Geschützt nach § 2 DSchG |                                   |
| Weitere Bilder | Ehemalige Zehntscheuer bzw. städtischer Fruchtkasten                                                        | Schlossgasse 19 (Karte)                                         | 1790                                       | Eingeschossiger großer Speicherbau, im Innern dreischiffige Ständerkonstruktion, bis zur profilierten Traufe massiv aus Bruchsteinen mit Eckquaderung, Gewände und Gesimse in Werksteinen, auf der Südseite mit zwei das Tor flankierenden Stützpfeilern, Giebel auf der Nordseite unverputztes Fachwerk, auf der Südseite massiv und verputzt mit ehemaliger Aufzugsluke, Satteldach mit Krüppelwalm, nach Bezeichnung am nördlichen Portal 1790 für „Carl Herzog zu Württemberg“ weitgehend neu erbaut, im Kern nach der Überlieferung von 1564, 1979/82 saniert und zum Museum umfunktioniert. Das Steingebäude mit einseitigem Fachwerkgiebel gehört zu einer Gruppe von vier Speicherbauten, der Unteren und Oberen Kelter (siehe Schlossgasse 21 und 25) sowie dem Landesfruchtkasten (siehe Schlossgasse 23). Als typisch barocker Bau mit Kern aus dem 16. Jh. hat es dokumentarischen Wert als Zeugnis herrschaftlicher Vorratshaltung und als Zeuge für die Wirtschaftsgeschichte der Stadt Markgröningen, die sich im Nordwesteck der Stadt baulich konzentriert und dieses prägt. Geschützt nach § 2 DSchG |                                   |
| Weitere Bilder | Untere Kelter                                                                                               | Schlossgasse 21 (Karte)                                         | 1559                                       | Zweigeschossiger Speicherbau, massiv aus Bruchsteinen mit Eckquaderung und Werksteingliederung, rundbogige Einfahrtstore, Kellertore und Fenstergewände, vor allem im Obergeschoss gekoppelte Fenster, an der Giebelseite ehemalige Kranluken, Steingesims zum Giebel, Halbwalmdach mit durchgehender Schleppgaube, Anfang 18. Jahrhundert als Fruchtkasten erbaut, ältere Bauteile des 16. Jahrhunderts enthalten, 1828 mit acht Kelterbäumen nachgewiesen, 1828 von der Stadt erworben und 1924 grundlegend umgebaut, 1991 Um- und Ausbau des zweiten Obergeschosses und des Dachgeschosses. Geschützt nach § 2 DSchG |                                   |
| Weitere Bilder | Ehemaliger Landesfruchtkasten                                                                               | Schlossgasse 23 (Karte)                                         | 1469                                       | Dreigeschossiger Fachwerkbau, freistehend, auf der Westseite eingeschossiger Anbau, Erdgeschoss massiv aus verputzten Bruchsteinen mit Rundbogen-Kellertor, stichbogige Einfahrten an den Giebelseiten, beim Anbau Eckquaderung, Zierfachwerk mit Vorstößen zum ersten und zweiten Obergeschoss mit teils profilierten Knaggen, Halbwalmdach mit kleinen Stehgauben im Walm, Anbau über Pultdach abgeschleppt, 1468/69 (d) als Landesfruchtkasten für Notzeiten erbaut, 1619 renoviert, Anfang des 19. Jahrhunderts Spinnanstalt des Spitals, 1873 Turnhalle, 1932 Wohnheimnutzung, 1957 und 1985 Außensanierung, 2003/04 Privatisierung, ab 2008 Sanierungsmaßnahmen. Das Gebäude gehört zu einer Gruppe von vier großen Speicherbauten, der Unteren und Oberen Kelter (siehe Schlossstrasse 21 und 25) sowie der ehemaligen Zehntscheune (siehe Schlossgasse 19). Der spätmittelalterliche Fachwerkbau mit dreischiffiger Halle im massiven Erdgeschoss hat hohen dokumentarischen Wert als Zeugnis herrschaftlichen Vorratshaltung, die sich im Nordwesteck der Stadt baulich konzentriert und dieses prägt. Geschützt nach § 28 DSchG |                                   |
| Weitere Bilder | Obere Kelter                                                                                                | Schlossgasse 25 (Karte)                                         | 1491                                       | Eingeschossiger Fachwerkbau, freistehend, Sockel massiv aus Bruchsteinen, verzapftes Fachwerk mit naturkrummen Streben, im Innern fünf Schiffe mit acht Jochen, westliche Giebelwand massiv, Satteldach mit steilem Halbwalmen, zu den anbauartigen Gebäudeteilen an den Traufseiten abgeschleppt, 1491 (d) erbaut, um 1600 Westwand massiv ersetzt, seit 1828 in städtischem Besitz, 1981/85 grundlegend saniert. Im nicht unterkellerten Gebäudes befanden sich einst vier große Kelterbäume, im Dach lagerte man den Heuzehnt. Das Gebäude gehört zu einer Gruppe von vier großen Speicherbauten, dem ehemaligen Landesfruchtkasten (siehe Schlossgasse 23), der ehemaligen Zehntscheune (siehe Schlossgasse 19) sowie der Unteren Kelter (siehe Schlossgasse 21). Der Sonderbau mit seinem spätmittelalterlichen Fachwerk hat hohen dokumentarischen Wert als Zeugnis des einst dominierenden Weinbaues sowie als Ausdruck des gemeinschaftlichen Wirtschaftens. Als großer Wirtschaftsbau prägt er in hohem Maß das Nordwesteck der Stadt, wo sich diese Gebäude baulich konzentrieren. Geschützt nach § 12 DSchG |                                   |
| Weitere Bilder | Wohnhaus | Schmale Gasse 1 (Karte)                                         | 1542                                       | Zweigeschossiges verputztes Fachwerkhaus in Ecklage zu Esslinger Gasse, hoher Sockel massiv mit Kellereingängen, Erdgeschoss an der Traufseiten teils massiv ersetzt, Fachwerk mit verzierten Knaggen und kräftigen Vorstößen, rückwärtiger Giebel unverputzt, Satteldach mit Halbwalm zur Esslinger Gasse, an einer Knagge 1542 bezeichnet, am massiv ausgetauschten Erdgeschoss 1885 bezeichnet; erhaltenswert ist die rückwärtig angebaute Scheune, Fachwerk und Backstein, Satteldach, 19. Jahrhundert. Geschützt nach § 2 DSchG |                                   |
|                | Kriegerdenkmal                                                                                              | Schulweg (Karte)                                                |                                            | Kriegerdenkmal auf dem Friedhof vom Schönbühlhof. Geschützt nach § 2 DSchG | BW                                |
| Weitere Bilder | Gedenktafel                                                                                                 | Schönbühlhof, Schulweg 3 (Karte)                                | 1760 (Bezeichnung)                         | Am ehemaligen Schulhaus angebrachte Gedenktafel, die an die Gründung des Schönbühlhofes erinnert. Sie ist bezeichnet mit 1760. Geschützt nach § 2 DSchG |                                   |
| Weitere Bilder | Spital Zum Heiligen Geist (Pfründnerhaus und Spitalsaal)                                                    | Spital 1,                                                       | 13. Jahrhundert                            | Dreigeschossiger großer Fachwerkbau mit hohem Sockelgeschoss, massiv aus unverputzten Bruchsteinen, darüber Zierfachwerk mit umlaufenden Vorstößen und Schnitzereien an den Knaggen der östlichen Giebelwand, Satteldach mit Krüppelwalm, 1507/09 als Pfründnerhaus unter Verwendung älterer Bauteile errichtet, nördlich anschließend zweigeschossiger unverputzter Massivbau aus Bruchsteinen mit Fachwerkobergeschoss, Satteldach, im 14. Jahrhundert als Spitalsaal errichtet, bis 1801 in baulichem Verbund mit dem Langhaus der Kirche, nördlich anschließend Reste des spätmittelalterlichen „nördlichen Hauses“ (westliche Außenmauer, Keller); im 18. Jh. Armenhaus, seit 1800 städtisch, 1892 Auflösung, 1967 Teilabbruch (Nebengebäude, Hofmauer), 1977–85 Sanierung. Als Teil der Sachgesamtheit Spital (s. Spital 1/3, Betzgasse 2) haben die Gebäude hohen dokumentarischen Wert für die Geschichte der sozialen Fürsorge in Markgröningen und die Fachwerkbaukunst des 15./16. Jahrhunderts. Der Großbau prägt den Stadteingang am ehem. Unteren Tor in dominanter Art und Weise. Geschützt nach § 28 DSchG |                                   |
| Weitere Bilder | Spitalkirche Zum Heiligen Geist (katholische Pfarrkirche) mit Kirchhof und Umfassungsmauer (Sachgesamtheit) | Spital 1/3, Flst. Nr. 152 (Karte)                               | 1297                                       | Langchor von zwei Jochen mit 5/8-Schluss (§ 28), massiv verputzt mit Eckquaderung und Strebepfeilern, polygonal abschließendes Satteldach, Ende 13. Jh., dazugehörig Kapellenanbau auf der Nordseite, massiv verputzt mit Eckquaderung und Strebepfeilern, zum Chordach abgeschlepptes Pultdach, 1512 bezeichnet, am Nordwesteck Kirchturm, massiv aus unverputzten Hausteinen, Eckquaderung, massiver polygonaler Turmaufsatz mit polygonalem Dach, ebenfalls spätgotisch; als Spitalkirche 1297 geweiht, 1534 säkularisiert, Kirchenschiff 1801 abgebrochen, Reste der Kirche und des Kirchgartens 1954 der katholischen Kirche übergeben, 1957 ergänzender Betonanbau, dieser 1980/81 durch Nachfolgebau ersetzt; zugehörig ehemaliger Kirchhof mit Umfassungsmauer (§ 2), an Pforte 1446 bezeichnet. Als Teil der Sachgesamtheit Spital (siehe Spital 1, Betzgasse 2) haben die hoch- und spätmittelalterliche Reste der ehemaligen Spitalkirche mitsamt den ummauerten Freiflächen hohen dokumentarischen Wert für die Geschichte der sozialen Fürsorge in Markgröningen und die Kirchenbaukunst des Mittelalters. Der Kirchturm ist vertikale Dominanten der Stadtsilhouette. Geschützt nach § 2/28 DSchG |                                   |
| Weitere Bilder | Wohnhaus | Stelzengasse 4 (Karte)                                          | 1549/1857                                  | Zweigeschossiges Wohnhaus, Erdgeschoss massiv aus unverputzten Quadersteinen, rechteckiges Tor sowie Keller- und Haustür im Werksteinverband, einst mit Schmiede, Obergeschoss verputztes Fachwerk, Satteldach mit Schleppgauben, in der Mitte des 19. Jahrhunderts als Handwerkerhaus erbaut, dabei ältere Bauteile verwendet (an der breiten Fase an der Ecke 1549 bezeichnet), 2006 Renovierung der Außenfassade. 2008 erhielt es den städtischen Sanierungspreis. Geschützt nach § 2 DSchG |                                   |
|                | Gruhe (Ruhebank)                                                                                            | Taler Weg (Karte)                                               |                                            | Gruhe (Ruhebank). Geschützt nach § 2 DSchG |                                   |
|                | Weinberge im Glemstal                                                                                       | Gewann Talhäuser Berge                                          |                                            | (siehe: Weinberge im Glemstal im Gewann Mühlberg) |                                   |
| Weitere Bilder | Scheune | Turmgässle 3                                                    |                                            | Ehemalige Scheune, massiv gebaut, heute Begegnungsstätte (siehe: Wohnhaus und Scheune in Ostergasse 1, Turmgässle 3) |                                   |
| Weitere Bilder | Mühlengebäude                                                                                               | Untere Mühle 1 (Karte)                                          | 1612                                       | Mühlengebäude der Unteren Mühle von 1612. Geschützt nach § 2 DSchG |                                   |
|                | Unteres Schafhaus (Schafstall)                                                                              | Unteres Schafhaus 2 (Karte)                                     | vor 1831                                   | 1752 und nach Brand 1831 neu erbauter Schafstall. Ab 2015 saniert und in ein Wohnhaus umgewandelt. 2017 mit dem Sanierungspreis von Stadt und AGD Markgröningen ausgezeichnet. Geschützt nach § 2 DSchG |                                   |
|                | Gruhe (Ruhebank)                                                                                            | Unterriexinger Straße (Karte)                                   |                                            | Ruhebank (Gruhe). Geschützt nach § 2 DSchG |                                   |
|                | Wasserhäusle mit Hochbehälter                                                                               | Unterriexinger Straße 100 (Karte)                               | 1900                                       | Markgröninger Wasserhäusle mit Hochbehälter im Gewann Auf der Bracke an der Straße nach Unterriexingen. Geschützt nach § 2 DSchG |                                   |
|                | Wohnhaus und Scheune                                                                                        | Vaihinger Steige 6 (Karte)                                      |                                            | Sachgesamtheit aus Wohnhaus und Scheune. Ehemalige Ziegelei des Heilig-Geist-Spitals. Geschützt nach § 2 DSchG |                                   |
|                | Torbogen | Vaihinger Steige 8 (Karte)                                      |                                            | Torbogen Geschützt nach § 28 DSchG |                                   |
|                | Wohnhaus | Vollandgasse 1 (Karte)                                          | 17. Jahrhundert                            | Zweigeschossiges verputztes Fachwerkhaus, Erdgeschoss massiv mit Eckquaderung und rechteckigen Toreinfahrten, rückwärtig bzw. auf der Süd- und Ostseite jeweils eine Schießscharte, (die östliche vermauert) sowie ein gekoppeltes und gekehltes Fenstergewände, Fassade auf der Giebelseite mit Vorstößen, Satteldach, 17. Jahrhundert, im Kern mittelalterlich, Fenstergewände um 1550/1600, Überformungen im 20. Jahrhundert, 1998 Fassadensanierung. Geschützt nach § 2 DSchG |                                   |
|                | Teil der Stadtbefestigung                                                                                   | Wächtergasse 1, 5                                               |                                            | (siehe: Sachgesamtheit Stadtbefestigung) |                                   |
|                | Teil der Stadtbefestigung                                                                                   | Wächtergasse 11–13                                              |                                            | (siehe: Sachgesamtheit Stadtbefestigung) |                                   |
| Weitere Bilder | Wohnhaus | Wettegasse 5 (Karte)                                            | 1466                                       | Dreigeschossiges Fachwerkhaus, Erdgeschoss massiv mit stichbogigem Kellereingang und zwei Hauseingängen, Fachwerk mit starken Vorstößen auf der Giebelseite, Satteldach mit Schleppgauben, 1466 erbaut (d), Erdgeschoss später massiv ersetzt, 1981/82 Innensanierung, 1992 Außensanierung, 2005 Instandsetzungen. Wie die beiden Hauseingänge und die Fassade der Giebelseite zeigen, war das Haus zum First längs geteilt. Insgesamt wohnten in dem Anwesen vier Parteien. Derartig aufgeteilte Anwesen wurden einst als Selbanderhäuser bezeichnet. Geschützt nach § 28 DSchG |                                   |
| Weitere Bilder | Wohnhaus mit kleinem Wohnhaus (Sachgesamtheit)                                                              | Wettegasse 7, 9 (Karte)                                         | um 1500                                    | Zweigeschossiges verputztes Fachwerkhaus mit Seitenflügel (Nr. 9; § 28), Erdgeschoss massiv mit spitzbogigem Portalgewände, Fachwerk mit kräftigen Vorstößen auf der Giebelseite, Satteldach mit kleinem Krüppelwalm, dem Birnstabprofil am Portalgewände entsprechend um 1500 erbaut; nordöstlich anschließend zweigeschossiger Seitenflügel, Erdgeschoss massiv, Obergeschoss Fachwerk, Satteldach mit Schleppgaube, als ehemaliger Wirtschaftsteil wohl 17./18. Jahrhundert; dazugehörig auf der südwestlichen Seite zweigeschossiger verputzter Fachwerkbau (Nr. 7; § 2), Erdgeschoss massiv, Fachwerk im Giebel freiliegend, Satteldach mit Schleppgaube, der Pforte im Kellerbereich gemäß 16./17. Jahrhundert; 2004/06 Umbau und umfassende Sanierung. Geschützt nach § 2/28 DSchG |                                   |
| Weitere Bilder | Nebengebäude in Wettegasse 9                                                                                | Wettegasse 9                                                    | 16./17. Jahrhundert                        | (siehe: Wohnhaus und Nebengebäude in Wettegasse 7, 9) |                                   |
| Weitere Bilder | Wettebrunnen                                                                                                | Wettegasse 8/1 (Karte)                                          | nach 1830                                  | Brunnenhäuschen über rechteckigem Grundriss, massiv aus unverputzten Quadersteinen, zentraler Eingang mit Werksteingewänden, flaches Satteldach aus Steinplatten, 2. Hälfte 18. Jahrhundert, 1869 erneuert, nach Bezeichnung auch 1979 erneuert; eingebunden in einen ummauerten Bereich, dem Rest einer Schwemme, dort gusseiserne Schwengelpumpe, um 1870. Ein Brunnen in der Wettegasse ist seit 1527 belegt. 1885 sicherten fünf fließende und 18 Pumpbrunnen den städtischen Wasserbedarf. Neben den beiden Brunnen auf dem Marktplatz hat die Anlage mit der letzten Schwengelpumpe seiner Art dokumentarischen Wert für die Geschichte der städtischen Wasserversorgung. Obwohl eine Kleinarchitektur, ist doch das Brunnenhäuschen prägender Bestandteil auf der die ehemalige Wette dokumentierenden Straßenaufweitung der Gasse. Geschützt nach § 2 DSchG |                                   |
|                | Wohnhaus | Wettegasse 13 (Karte)                                           |                                            | Zweigeschossiges verputztes Fachwerkhaus, Erdgeschoss massiv mit zwei Eingängen, Fachwerk mit Vorstößen zum und im Giebel, im rückwärtigen Bereich Wirtschaftsteil, Satteldach, 16./17. Jahrhundert, 1946 Umbauten. Geschützt nach § 2 DSchG |                                   |
| Weitere Bilder | Wimpelinhof, mit Kellern, Kellerhälsen, Ummauerung und Törchen von Nr. 4                                    | Wimpelingasse 2, 4 (Karte)                                      | 1599 und 1630                              | Hofanlage (Nr. 2, § 28), dreigeschossiges Fachwerkhaus in Ecklage, Erdgeschoss massiv verputzt mit aufwändig gestaltetem Hausportal, Zierfachwerk mit zweigeschossigem Eckerker auf Steinkonsole, Satteldach mit Schleppgauben, 1599 erbaut, Portal und Steinfriese älter; Fachwerkscheune mit Rundbogentoren, Satteldach, 1630 bezeichnet; überbaute Hofeinfahrt (1671); 2000/05 umfassende Sanierung; Reste des Gehöftes Nr. 4 (§ 2): Hofmauer mit Einfahrt und Törchen (§ 28), mit Wappenschildern, 1602 bezeichnet, Gewölbekeller des Wohnhauses (um 1600) und Gewölbekeller der Scheune (um 1700) jeweils mit Kellerhals und Kellertor; Kulturdenkmal gem. § 2/28 DSchG sind die im Hofraum integrierten Reste der Stadtmauer, 13. Jahrhundert. Die stadtbildprägende Hofanlage in markanter Lage am Oberen Tor, erbaut von der aus dem Elsass stammenden, reichen Familie Wimpelin, hat als repräsentativster bürgerlicher Bau der Stadt ebenso wie die Reste des familiär damit verbundenen Hofes Nr. 4 hohen exemplarischen Wert für das Bauen der bürgerlichen Schicht in Renaissance und Barock. Die Reste der Stadtmauer haben dokumentarischen Wert. siehe Sachgesamtheit Stadtbefestigung. Geschützt nach § 28 DSchG |                                   |

### Unterriexingen
| Bild           | Bezeichnung                        | Lage                               | Datierung | Beschreibung | ID                       |
| -------------- | ---------------------------------- | ---------------------------------- | --------- | --- | ------------------------ |
|                | Gruhe (Ruhebank)                   | Gewann Beim Brünnele (Karte)       |           | Gruhe (Ruhebank). Geschützt nach § 2 DSchG |                          |
| Weitere Bilder | Frauenkirche mit Friedhof          | Gewann Beim Kirchhof (Karte)       |           | Sachgesamtheit aus der ehemaligen Wallfahrtskirche „Unserer Lieben Frau“ und dem ummauerten, älteren Teil des Friedhofs. Die Unterriexinger Frauenkirche wurde im 14. Jahrhundert erbaut, verfiel zur Ruine und wurde Ende des 19. Jahrhunderts wiederhergestellt. Auszeichnung mit dem baden-württembergischen Denkmalschutzpreis 2004. Geschützt nach § 28 DSchG |                          |
|                | Weingärtnerhaus                    | Brückenstraße 10 (Karte)           |           | Weingärtnerhaus. Geschützt nach § 2 DSchG |                          |
|                | Gehöft                             | Enge Gasse 15 (Karte)              |           | Kleines Gehöft als Sachgesamtheit. Geschützt nach § 2 DSchG | BW                       |
|                | Glemsbrücke                        | Glemsstraße (Karte)                |           | Steinbrücke über die Glems. Geschützt nach § 2 DSchG |                          |
|                | Brunnenpumpe                       | bei Glemsstraße 32 (Karte)         |           | Gusseiserne Brunnenpumpe vor der evangelischen Pfarrkirche. Geschützt nach § 2 DSchG |                          |
| Weitere Bilder | Evangelische Pfarrkirche           | Glemsstraße 32 (Karte)             |           | Evangelische Pfarrkirche, die hier nach der Reformation anstelle einer Kapelle errichtet wurde und später erweitert wurde. Geschützt nach § 28 DSchG |                          |
|                | Altes Pfarrhaus                    | Glemsstraße 34 (Karte)             | 1746/47   | Altes, 1746/47 erbautes, Pfarrhaus und Geburtshaus von August Ludwig Reyscher (1802–1880). Geschützt nach § 2 DSchG |                          |
|                | Wohnhaus                           | Glemsstraße 40 (Karte)             |           | Wohnhaus. Geschützt nach § 2 DSchG |                          |
|                | Gehöft                             | Großsachsenheimer Straße 2 (Karte) |           | Gehöft als Sachgesamtheit. Geschützt nach § 2 DSchG |                          |
|                | Weingärtnerhaus                    | Hauptstraße 14 (Karte)             |           | Weingärtnerhaus. Geschützt nach § 2 DSchG |                          |
|                | Wohnstallhaus                      | Hauptstraße 22 (Karte)             |           | Stattliches Gebäude, dessen Kern auf das 16. Jahrhundert zurückgeht und laut Überlieferung als Poststation und Gaststätte genutzt wurde. Gegenüber anderen Gebäuden der Hauptstraße auffällig versetzt. Die Lage zum Glemsübergang und ältere Gebäudeteile werfen Fragen zur ursprünglichen Nutzung auf. Geschützt nach § 2 DSchG                                  |                          |
|                | Backhaus                           | Hauptstraße 29 (Karte)             | 1836      | 1836 errichtetes Backhaus, das dem behördlich empfohlenen Baumuster folgt. Ausgestattet ist es mit zwei Öfen und einer Obstdarre und noch heute in Betrieb. Geschützt nach § 2 DSchG |                          |
|                | Ehemaliges Rathaus                 | Hauptstraße 34 (Karte)             |           | Ehemaliges Rathaus. Geschützt nach § 2 DSchG |                          |
|                | Gasthaus zum Löwen                 | Hauptstraße 38                     |           | Geschützt nach § 2 DSchG |                          |
|                | Wohnhaus                           | Hauptstraße 44 (Karte)             |           | Wohnhaus. Geschützt nach § 2 DSchG | BW                       |
|                | Wohnhaus                           | Hauptstraße 49 (Karte)             |           | Wohnhaus. Geschützt nach § 2 DSchG | BW                       |
|                | Hohlgangsystem Hohberg             | Gewann Hohberg (Karte)             | 1936/37   | 1936/37 auf dem Hohberg erbautes Hohlgangsystem mit angeschlossenen Bunkeranlagen als Teil der Neckar-Enz-Stellung. Geschützt nach § 2 DSchG | BW                       |
|                | Brunnenpumpe                       | bei Kelterstraße 10 (Karte)        |           | Gusseiserne Brunnenpumpe Geschützt nach § 2 DSchG |                          |
|                | Kelter                             | Kelterstraße 10 (Karte)            | 1873      | 1873 teils mit Holz der alten Kelter beim Schloss erbautes Keltergebäude. Geschützt nach § 2 DSchG |                          |
|                | Weinberge                          | Gewann Leimen (Karte)              |           | Weinberge im Gewann Leimen. Geschützt nach § 2 DSchG | BW                       |
|                | Brunnenpumpe                       | bei Schlossparkstraße 11 (Karte)   |           | Gusseiserne Brunnenpumpe Geschützt nach § 2 DSchG |                          |
| Weitere Bilder | Schloss mit Park und Nebengebäuden | Schlossparkstraße 33, 36 (Karte)   |           | Sachgesamtheit aus Schloss Unterriexingen, dem Schlosspark und Nebengebäuden. Geschützt nach § 28 DSchG |                          |
| Weitere Bilder | KZ-Friedhof                        | Gewann Steingruben (Karte)         |           | Friedhof in der Nähe des ehemaligen Unterriexinger Konzentrationslagers, auf dem die zu Tode gekommenen Häftlinge bestattet wurden. Dient auch als Gedenkstätte. Geschützt nach § 2 DSchG | Wikidata-Objekt anzeigen |